# Instituto Raúl Porras Barrenechea
El Instituto Raúl Porras Barrenechea de la Universidad Nacional Mayor de San Marcos (siglas: IRPB-UNMSM) es un instituto de investigaciones peruanistas ubicado en Lima, Perú, creado en 1964 por la universidad en homenaje al ilustre maestro sanmarquino, historiador peruano y diplomático Raúl Porras Barrenechea. El instituto cumple las funciones de un Centro de Altos Estudios y de Investigaciones Peruanas, desarrollando y promoviendo investigaciones principalmente relacionadas con las áreas de letras, humanidades, artes y ciencias sociales. Para este fin, el instituto pone a disposición de los investigadores y del público en general una biblioteca especializada en los campos mencionados.
El instituto tiene también a su cargo la Casa-Museo Raúl Porras Barrenechea, edificación declarada «Monumento Histórico y Artístico» y «Patrimonio Cultural del Perú» en 1980. El local conserva, custodia y exhibe permanentemente todas sus obras de arte, mobiliario, pinturas, esculturas, fotografías, recuerdos familiares y personales del maestro; el archivo Porras; y el museo de los escritores peruanos. Se ubica en el distrito de Miraflores y es vecina de la Casa-Museo Ricardo Palma, lo que le permite desarrollar a cabalidad los fines para los que ha sido fundada y que la han convertido en uno de los polos de la actividad cultural del país. La casa-museo es también el punto final y más importante de la Ruta literaria «Mario Vargas Llosa», una de las rutas ganadoras del concurso internacional Walking Visionaires Awards organizado por Walk21Vienna en el 2015.
El local del actual instituto ha sido por varias décadas uno de los principales focos intelectuales y culturales limeños, tanto durante la vida del maestro Porras como después de su deceso. Entre los muchos académicos peruanos que han tenido alguna conexión significativa con la casa Porras Barrenechea se puede mencionar a: Mario Vargas Llosa, Pablo Macera, Carlos Araníbar, Luis Jaime Cisneros, Hugo Neira, Jorge Basadre, Raúl Ferrero Rebagliati, Félix Álvarez Brun, Jorge Puccinelli, Carlos Alzamora Traverso, Miguel Maticorena, Abelardo Oquendo, Luis Loayza, María Rostworowski, Waldemar Espinoza, entre muchos otros.

## Historia
El actual local del instituto, en el distrito de Miraflores de Lima, fue la casa de Raúl Porras Barrenechea. En ella, el historiador y diplomático sanmarquino, transcurrió la mayor parte de su vida. En este local escribió la mayoría de sus principales obras, brindó lecciones universitarias y conferencias, orientó como diplomático y dirigió las relaciones internacionales de Perú, animó la vida cultural peruana, y fue su centro de investigación en las áreas de la historia, literatura y bibliografía nacional. Entre los estudiantes sanmarquinos que frecuentaban la casa se encontraba Mario Vargas Llosa, premio Nobel de Literatura 2010, quien relató en su libro autobiográfico El pez en el agua varios episodios significativos en su vida, entre ellos su experiencia como alumno de Porras Barrenechea en la Universidad San Marcos, el trabajo que hacía para él fichando a máquina de escribir en su casa, así como el profundo aprecio que tenía por su maestro.

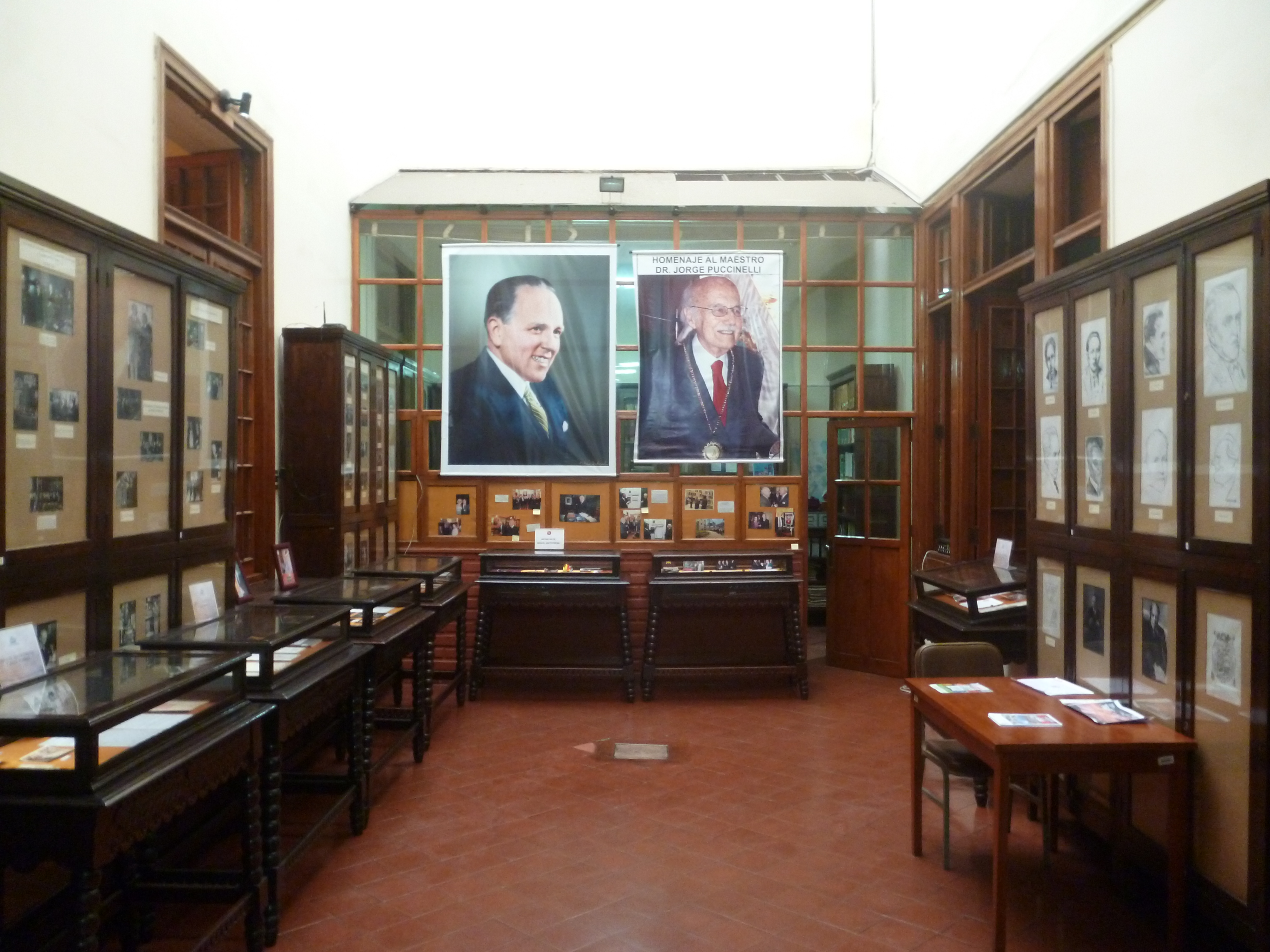
Patio principal del Instituto Raúl Porras Barrenechea. Al fondo se ubican las imágenes del maestro Raúl Porras Barrenechea y de Jorge Puccinelli Converso, uno de sus más ilustres discípulos y director del instituto hasta su fallecimiento en octubre de 2012.

Al conmemorarse en 1961 el primer aniversario de la muerte de Raúl Porras Barrenechea —la cual aconteció en este mismo local—, sus alumnos, amigos, discípulos y colegas evaluaron la posibilidad de crear un homenaje permanente a la memoria del destacado maestro sanmarquino. En dicho contexto, se presentó al consejo universitario de la Universidad Nacional Mayor de San Marcos el proyecto de creación del Instituto Raúl Porras Barrenechea como una escuela de altos estudios y de investigaciones peruanistas. Dicha propuesta fue aprobada por unanimidad en el consejo, y coincidió con los avances de otras propuestas parlamentarias —planteadas por el senador Alberto Arca Parró— concernientes a la publicación de las obras de Porras Barrenechea.
| Director | Nombre                | Período           |
| -------- | --------------------- | ----------------- |
| 1.º      | Jorge Puccinelli      | 1964 - 2012       |
| 2.º      | Roger Loayza Saavedra | 2013              |
| 3.º      | Harry Belevan-McBride | 2014 - 2022       |
| 4.º      | Luis Mendivil-Canales | 2023 - actualidad |

En 1964 se formaliza mediante escritura pública la donación de la casa del maestro Porras por parte de sus herederos —Fernando Llosa Porras y Félix Álvarez Brun— a la Universidad de San Marcos. Posterior a ello, el 2 de junio del mismo año se conforma la junta administrativa del instituto como unidad ejecutora para su dirección, control y coordinación de funcionamiento. Dicha junta estuvo integrada en su sesión inicial —25 de septiembre de 1964— por un representante del rectorado, José Jiménez Borja, un representante de los herederos de Porras Barrenechea, Fernando Llosa Porras, el presidente del patronato, Manuel Mujica Gallo, un representante de las comisiones de trabajo, Carlos Araníbar, y por el director del instituto, Jorge Puccinelli Converso. El instituto tuvo su ceremonia de inauguración el 20 de diciembre de 1965.
En 13 de octubre de 1980, por resolución ministerial, la casa de Porras Barrenechea fue declarada «Monumento Histórico y Artístico» del Perú, con el objetivo de asegurar su intangibilidad y conservación, no solo debido a motivos arquitectónicos sino también por hallarse vinculada a la vida y obra de un ilustre peruano. Diversos reportajes y documentales que han tratado sobre la vida y obra del historiador y diplomático peruano tales como el programa de televisión peruano A la vuelta de la esquina, conducido por Gonzalo Torres, han realizado visitas al Instituto Porras Barrenechea, destacando el rol académico en el Perú que este ha tenido desde la segunda mitad del siglo XX.

## Casa-Museo

### Raúl Porras Barrenechea

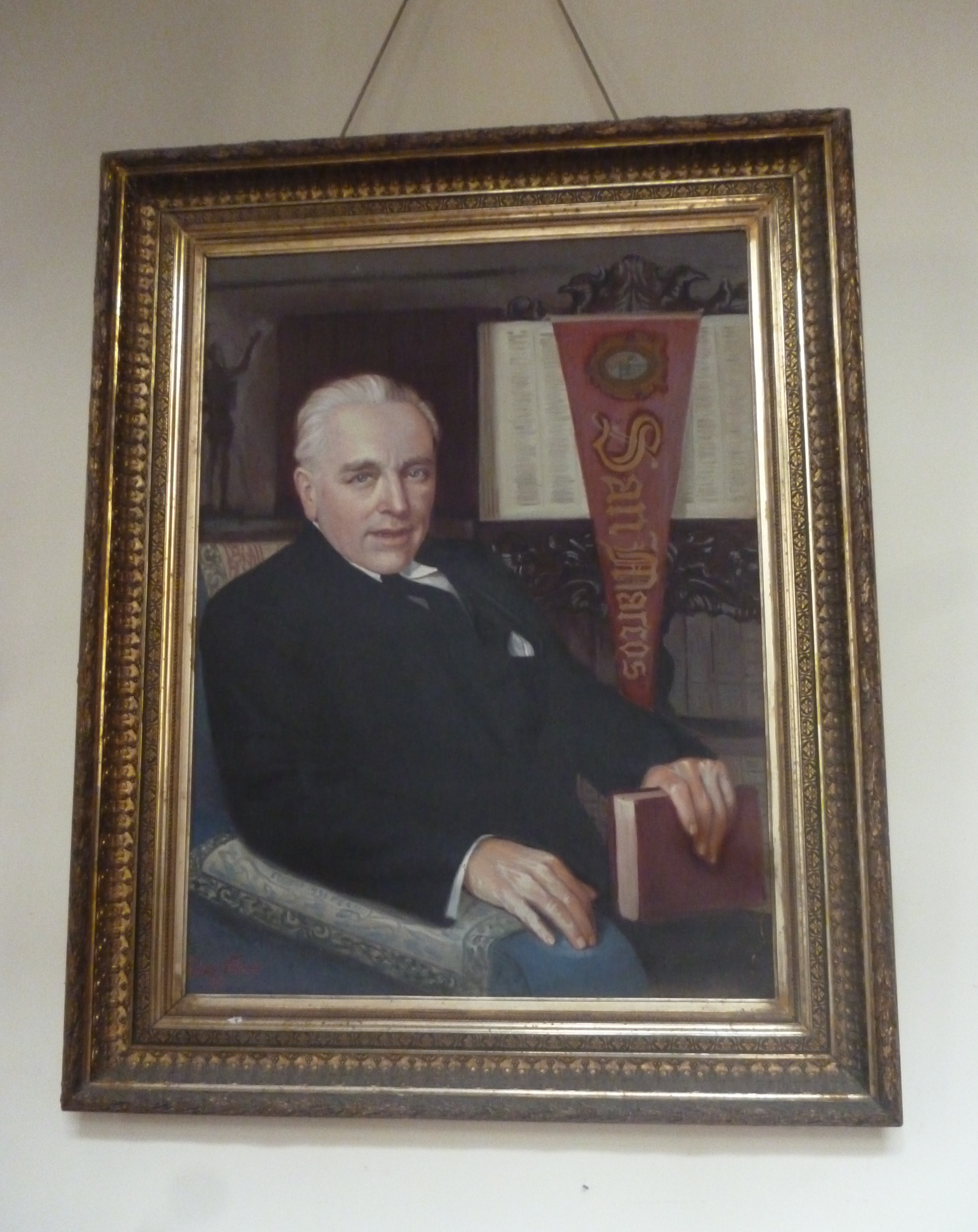
Retrato de Raúl Porras Barrenechea con una banderola de la Universidad de San Marcos, su alma mater, parte de la colección del Instituto y Casa-Museo que llevan su nombre.

El Instituto y la Casa-Museo llevan el nombre de Raúl Porras Barrenechea en honor al destacado historiador, maestro, ensayista, diplomático y senador de la República del Perú. Porras Barrenechea nació en Pisco el 23 de marzo de 1897 y realizó sus estudios en el Colegio Sagrados Corazones Recoleta ubicado en la Plaza Francia de Lima, mostrando una temprana pasión por la escritura. En 1912 ingresa a la Facultad de Letras de la Universidad Nacional Mayor de San Marcos. Una vez culminados sus estudios inicia su labor docente en su alma mater, siendo catedrático de los cursos de Literatura castellana y de Historia del Perú. Fue promotor de varias revistas de literatura e historia, entre ellas «Ni más, ni menos» y «Alma Latina». Fue profesor de Historia del Perú en diversos colegios de Lima, como en el Colegio Anglo-Peruano, en el Colegio Sagrados Corazones Recoleta y en el Colegio Antonio Raimondi.
Realizó su labor de docencia universitaria en su alma mater la Universidad de San Marcos, en la Universidad Católica del Perú, en el Instituto de Urbanismo de la Universidad de Ingeniería, y en la Academia Diplomática del Perú. En San Marcos, Porras dirigió regularmente los procesos de admisión por entrevista de los postulantes a la universidad, tal como quedó registrado en el documental estadounidense sobre Lima de 1944, realizado por la Oficina del Coordinador de Asuntos Interamericanos de Estados Unidos, el cual incluyó una visita a la Universidad de San Marcos, que en aquel entonces se localizada en la Casona del Parque universitario. A la par con su vocación académica y de investigador, tuvo una destacada actuación como diplomático y defensor de los derechos territoriales peruano. Fue entre 1936 y 1938, ministro plenipotenciario del Perú ante la Sociedad de Naciones —antecesora de la actual Naciones Unidas—, embajador en España de 1948 a 1949, y ministro de relaciones exteriores de 1958 hasta su deceso, acontecido el 27 de septiembre de 1960, en su casa del distrito de Miraflores, actual Casa-Museo y sede del instituto que lleva su nombre.
El impacto de Porras Barrenechea en la devenir intelectual y cultural peruano fue muy significativo, teniendo como discípulos a varios destacados académicos peruanos de la segunda mitad del siglo XX, entre ellos a: Mario Vargas Llosa, Pablo Macera, Carlos Araníbar, Luis Jaime Cisneros, Hugo Neira, Jorge Basadre, Raúl Ferrero Rebagliati, Félix Álvarez Brun, Jorge Puccinelli, Carlos Alzamora, Miguel Maticorena, Luis Loayza, María Rostworowski, Waldemar Espinoza, entre muchos otros. Dado la relevancia de Porras en la historia peruana, su nombre y figura han sido usados en diferentes contextos, tales como para la denominación oficial del antiguo recinto del Senado del Palacio Legislativo del Perú, denominado Hemiciclo Raúl Porras Barrenechea, hasta como imagen central en diversos billetes nacionales, como las versiones de 1991 y 2011 del billete de 20 nuevos soles, apareciendo además en el primero el patio principal de la Casona de la Universidad Nacional Mayor de San Marcos, donde Porras dictó cátedra.

### Galería
- Sala principal: La estancia principal representaba para Porras Barrenechea su carta de presentación. En tal sentido, varios de los cuadros y adornos que se ubican en la sala sirven como referencia biográfica de la vida del autor. En la sala pueden ubicarse retratos y fotografías de sus antepasados y familiares, así como diversos artículos y adornos muy representativos de sus gustos e intereses personales.[22][23]

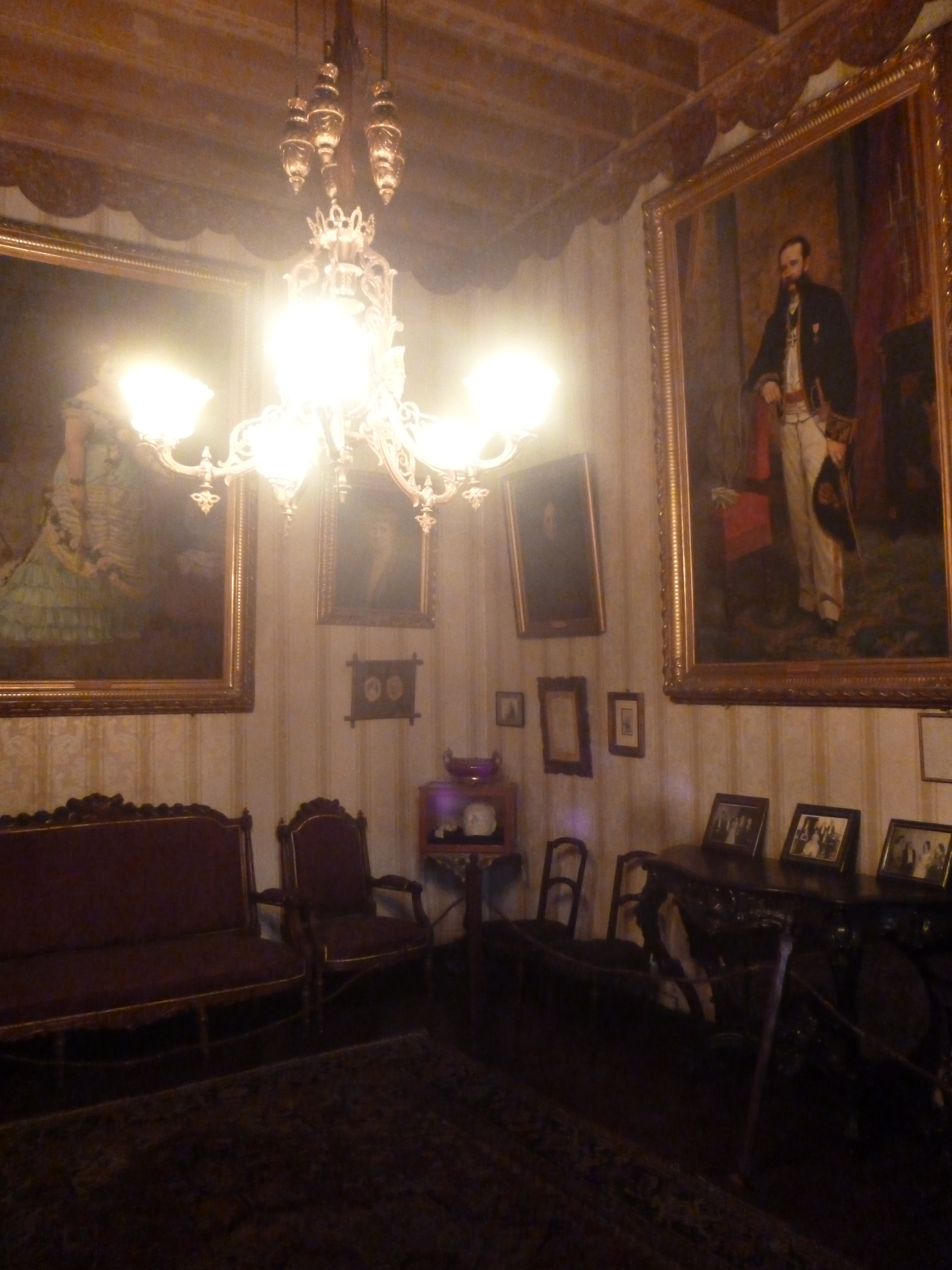
Vista general de la sala principal.
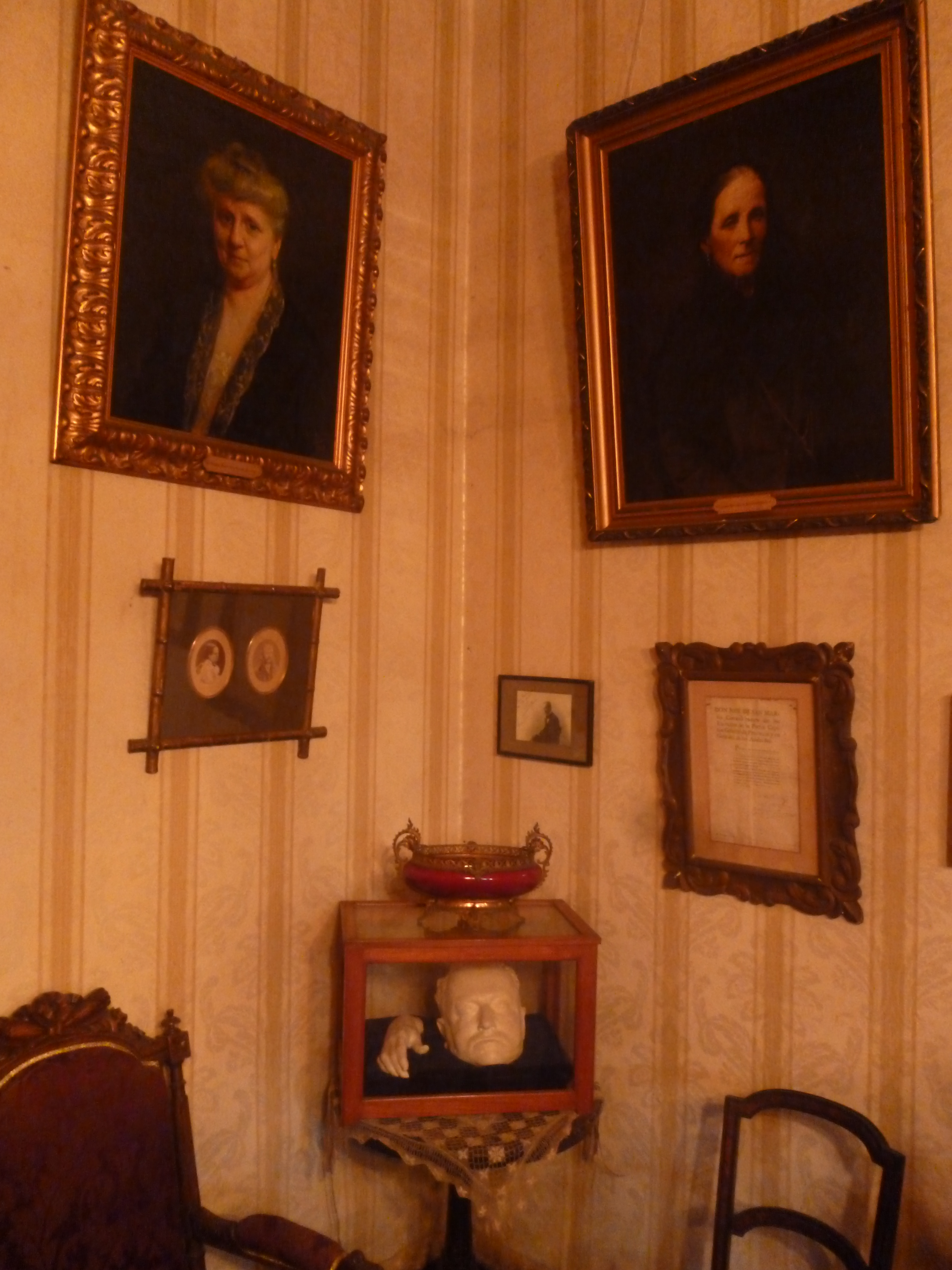
Vista lateral de la sala principal.
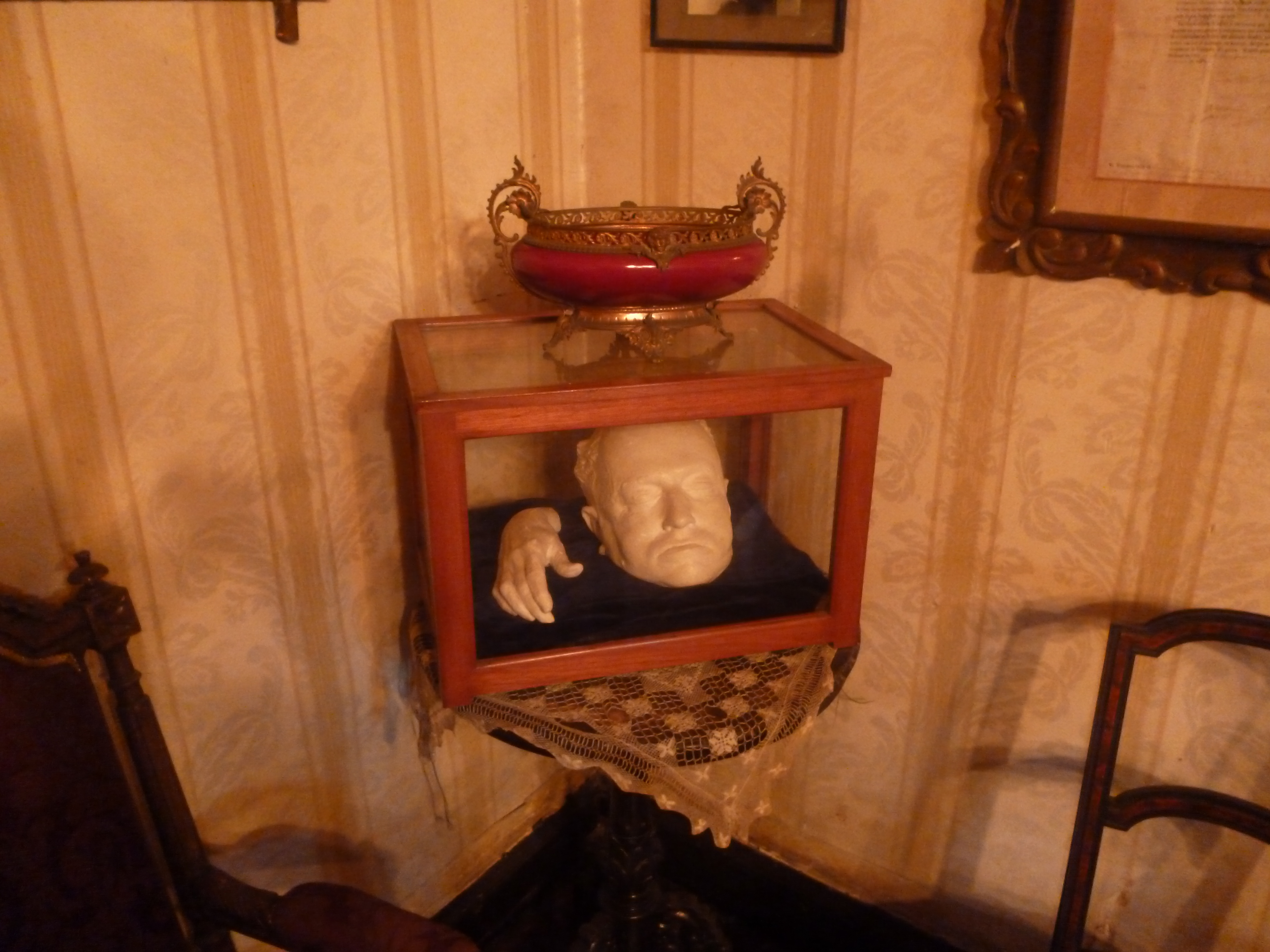
Máscara mortuoria y molde póstumo de la mano de Porras Barrenechea.
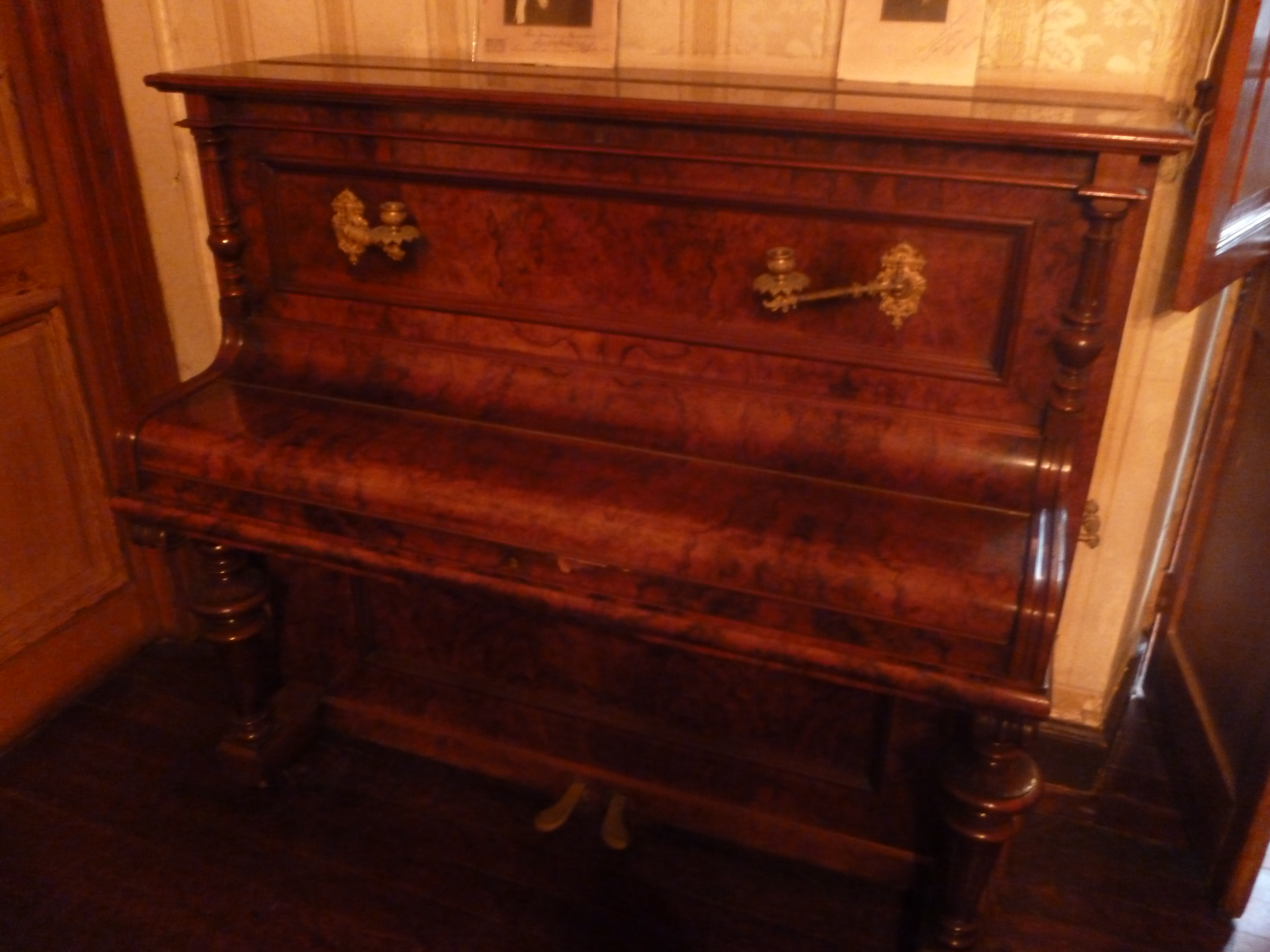
Piano de pared.
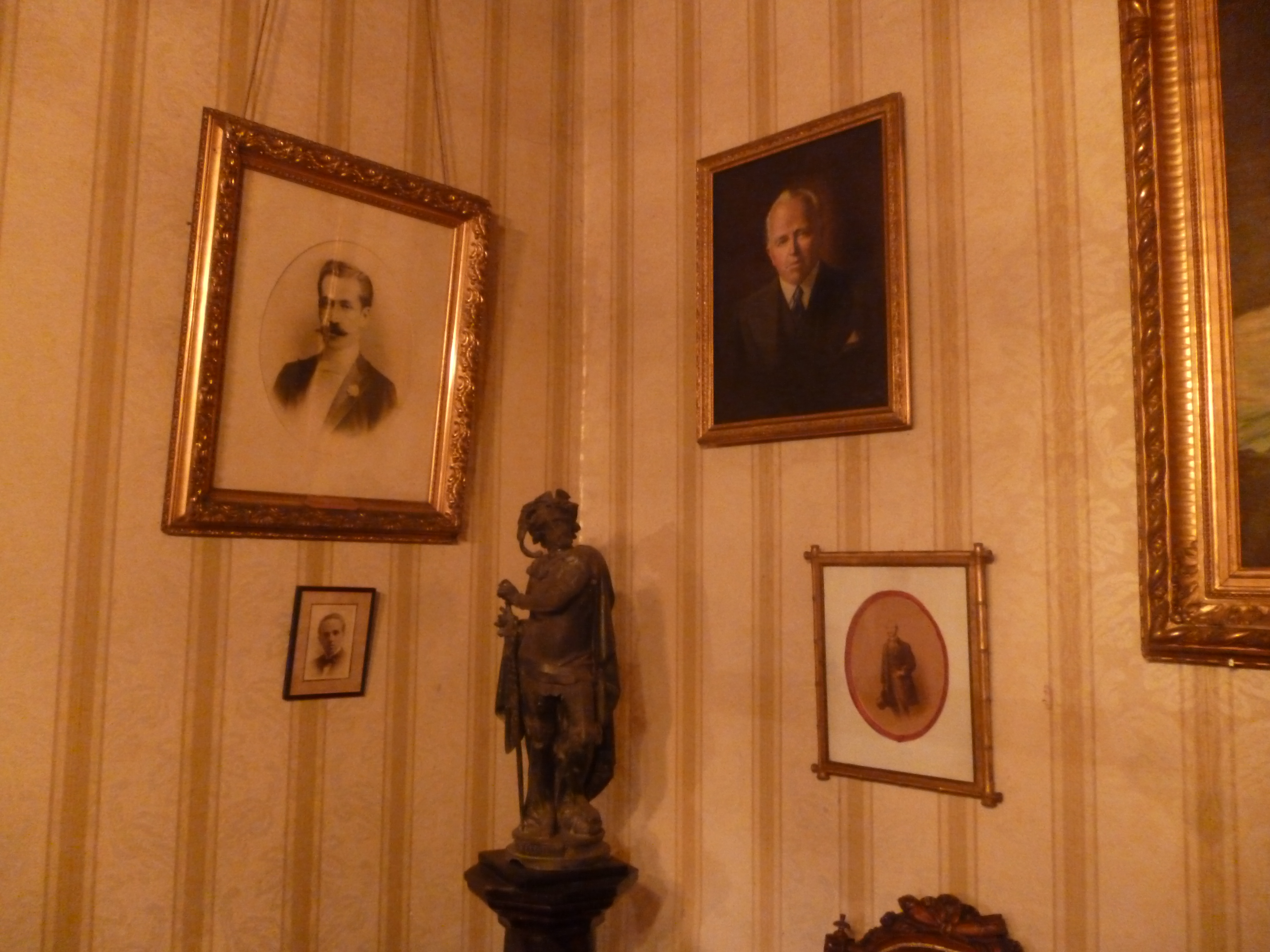
Vista lateral de la sala principal.

- Sala de espera: Estancia donde el historiador y diplomático solía conversar brevemente o tener en espera a sus invitados. En el lugar pueden ubicarse actualmente estantería con libros y fotografías tal cual quedaron tras el deceso de Porras Barrenechea. Una pieza importante es la antigua máquina de escribir usada tanto por Porras como por algunos de sus discípulos en determinadas circunstancias, tales como Mario Vargas Llosa cuando en su juventud trabajaba en la misma máquina finchando para su maestro. Entre otras piezas en la estancia se encuentran diversos retratos, pinturas y esculturas de clásicos escritores, académicos y artistas, tales como Ricardo Palma, José Sabogal, entre muchos otros.[22][23]

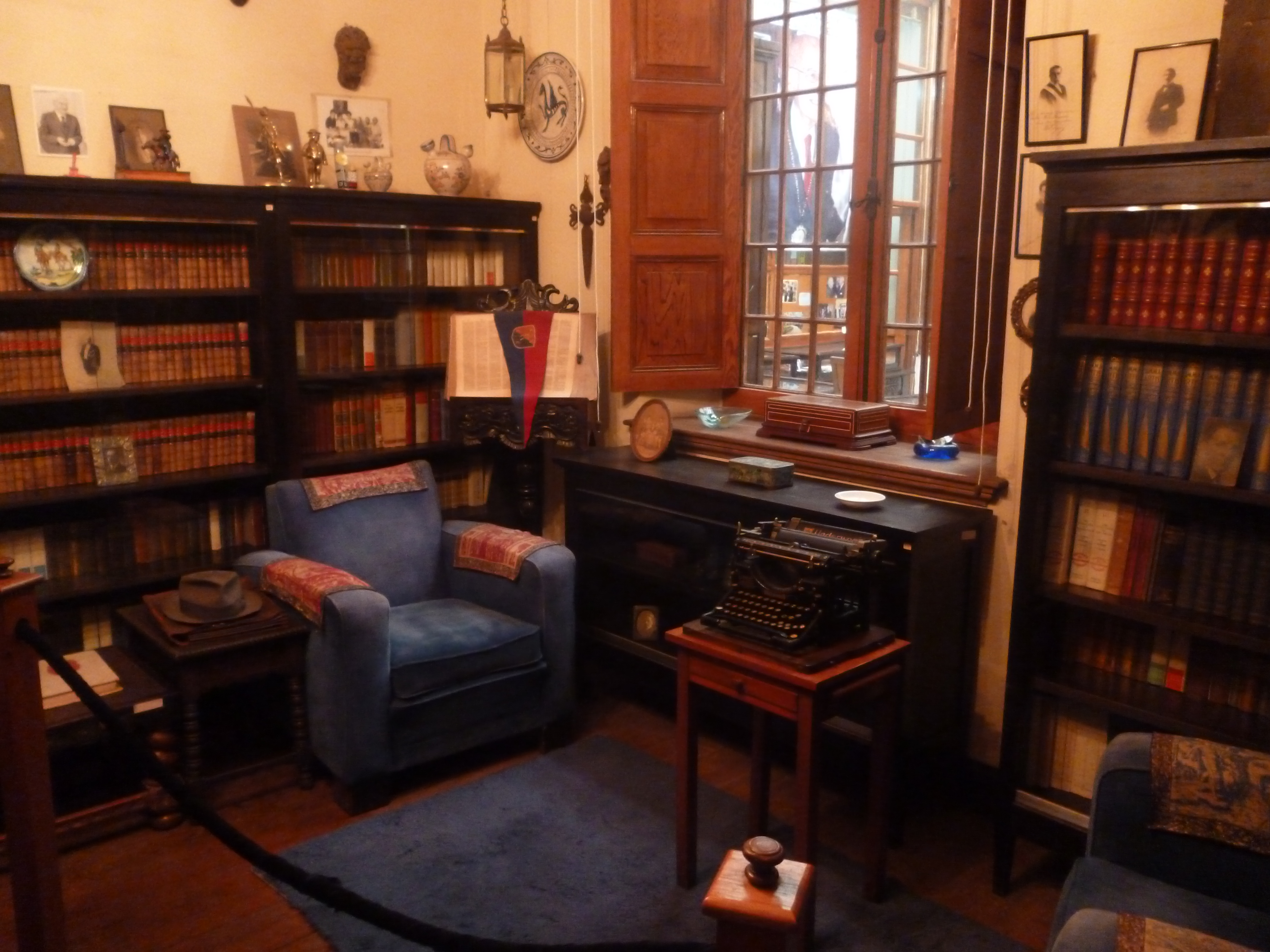
Vista general de la sala de espera.
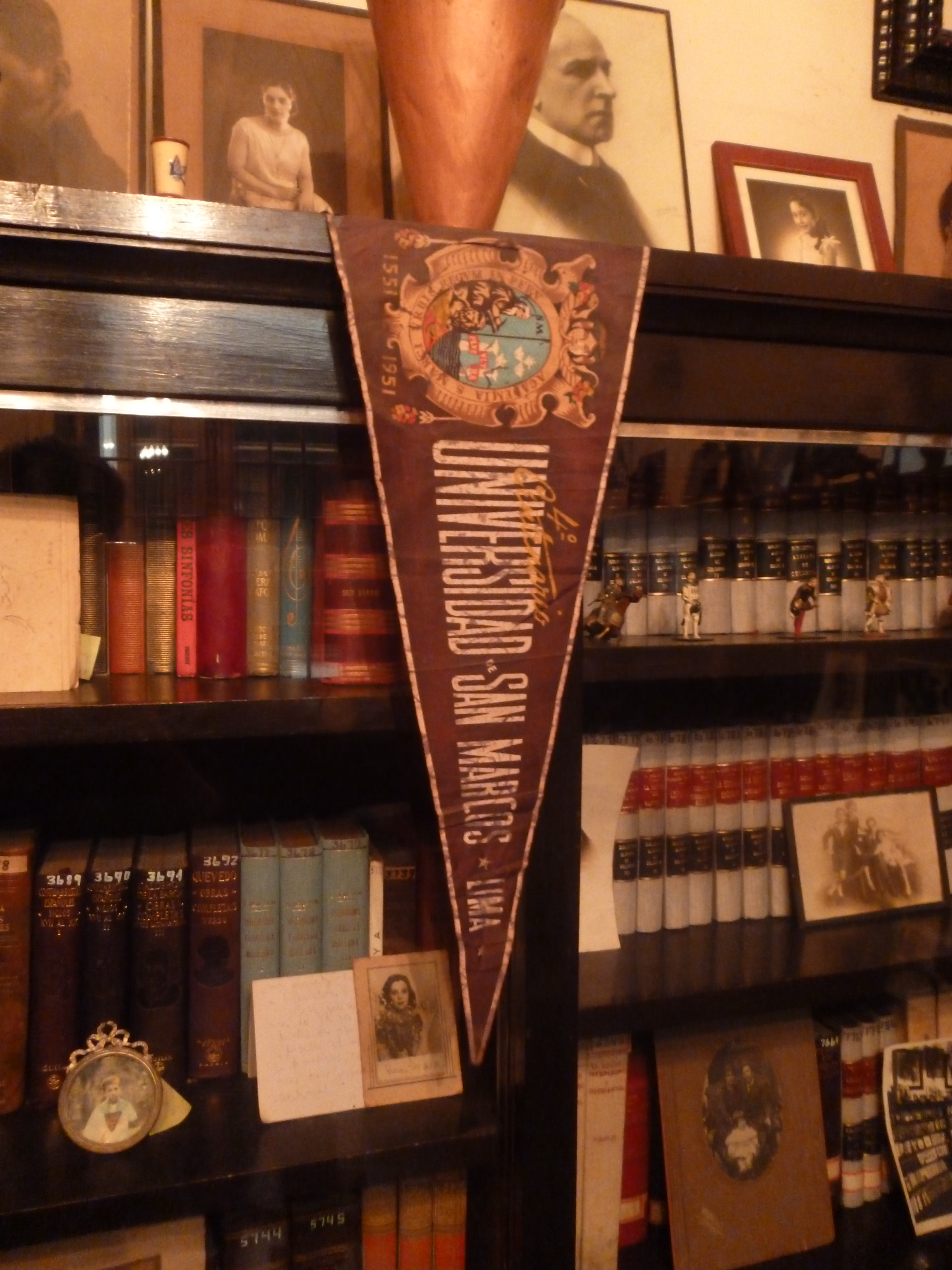
Banderola de la Universidad de San Marcos.
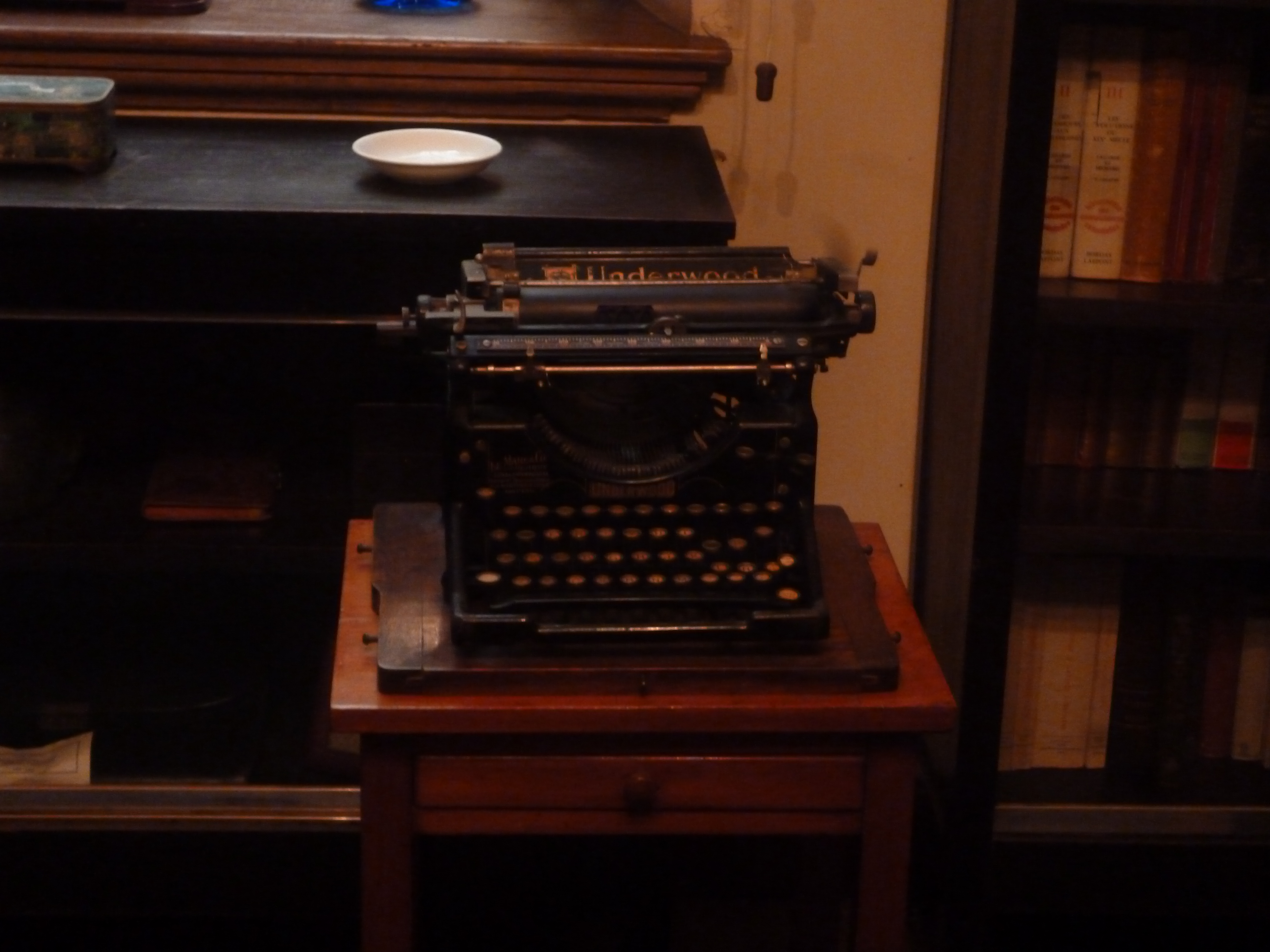
Antigua máquina de escribir Underwood, usada por Porras y Vargas Llosa.
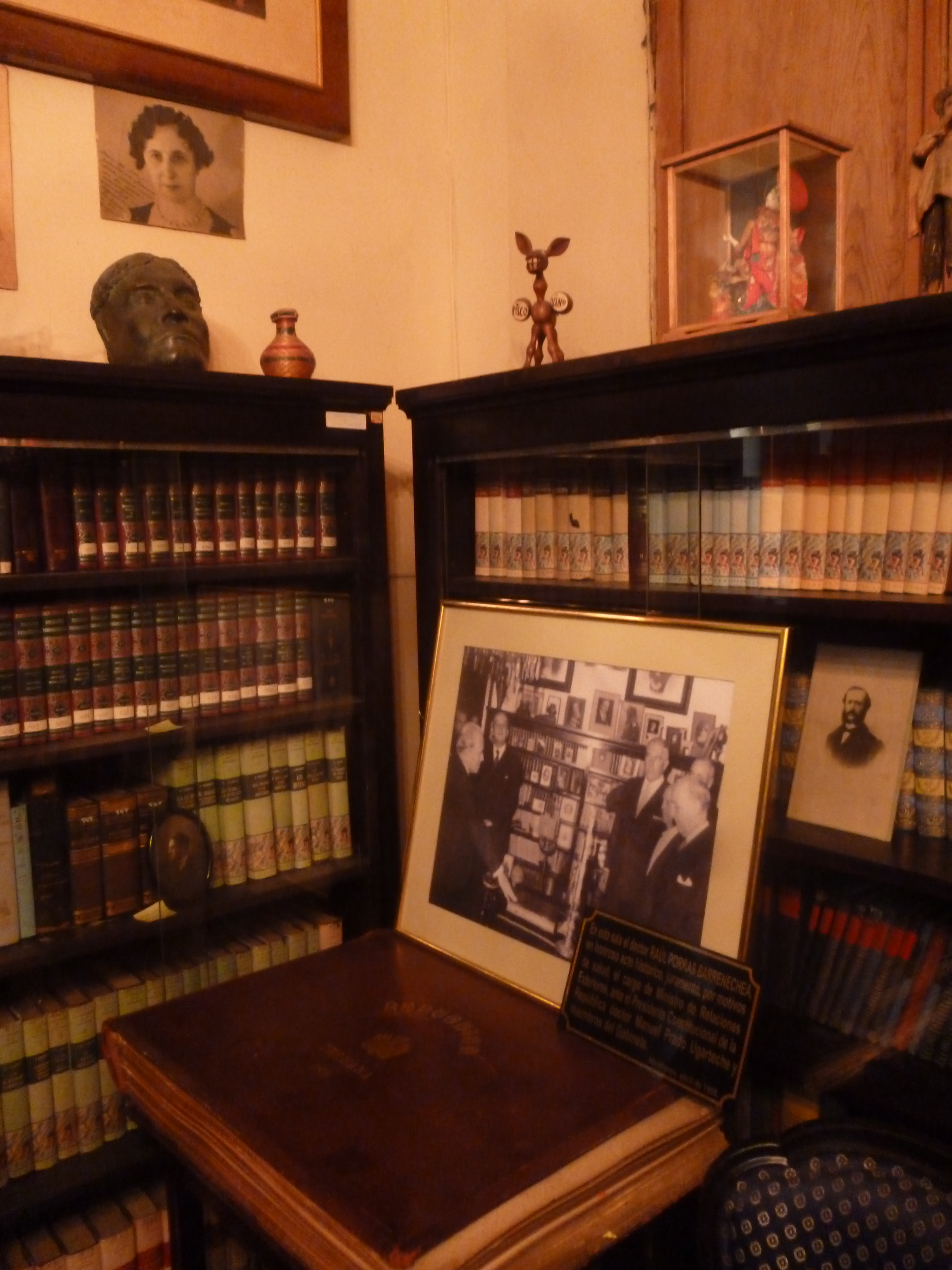
Vista lateral de la sala de espera.
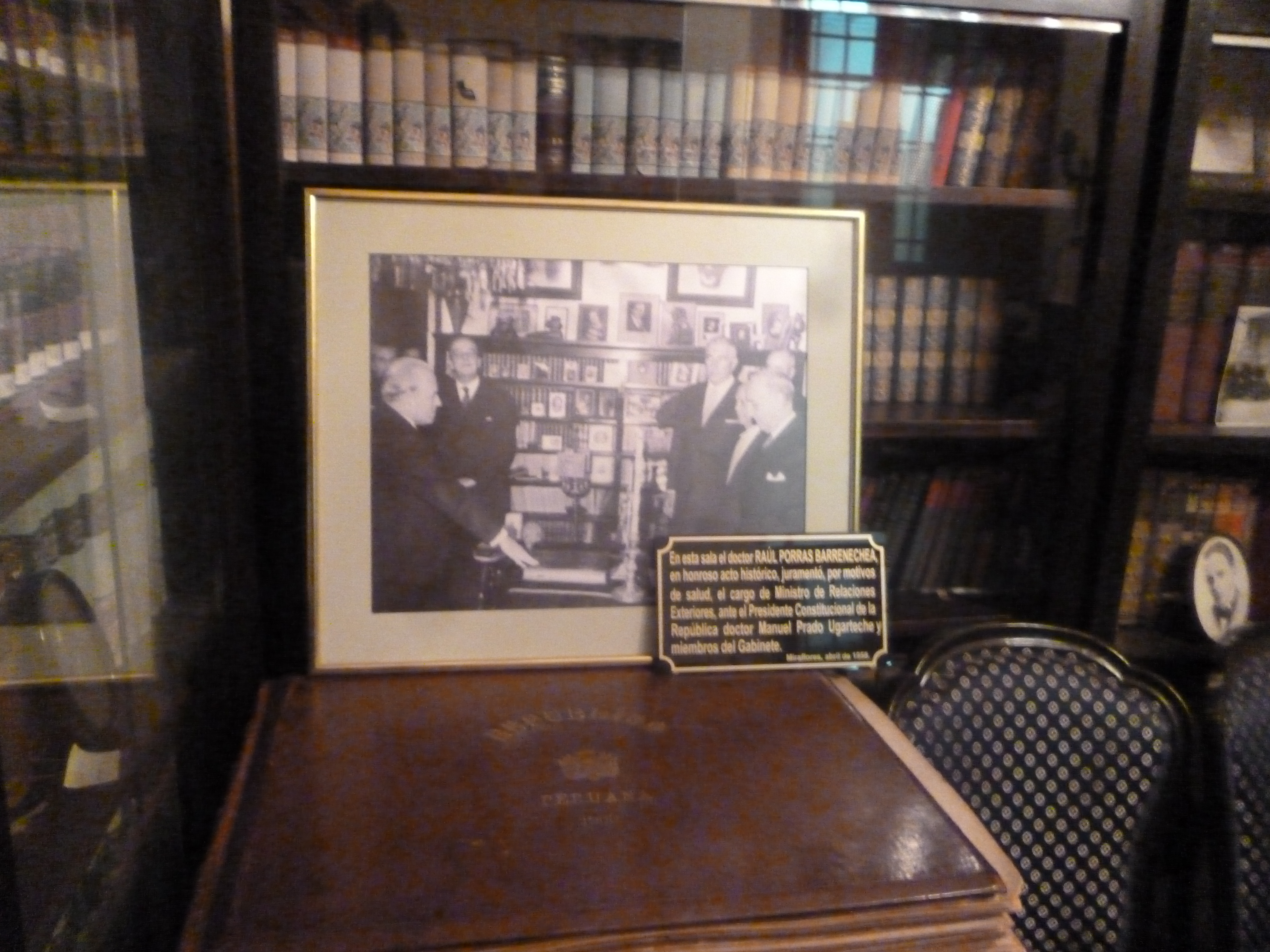
Fotografía de la juramentación de Porras al cargo de ministro.

- Patio: En el patio se pueden ubicar las imágenes de Porras y Jorge Puccinelli, uno de sus más apreciados discípulos. A los costados se exhiben permanentemente diversas fotografías de la vida del maestro; caricaturas de Porras realizadas por Esquerriloff, Espinoza Dueñas, Luis Fernando Vidal, Carlos Bernasconi, Augusto Madueño y Osorio; así como algunas esculturas y cerámicas prehispánicas. El lugar cuenta regularmente con algunos muestrarios que forman parte de las exhibiciones temporales que regularmente realiza el instituto.[22]

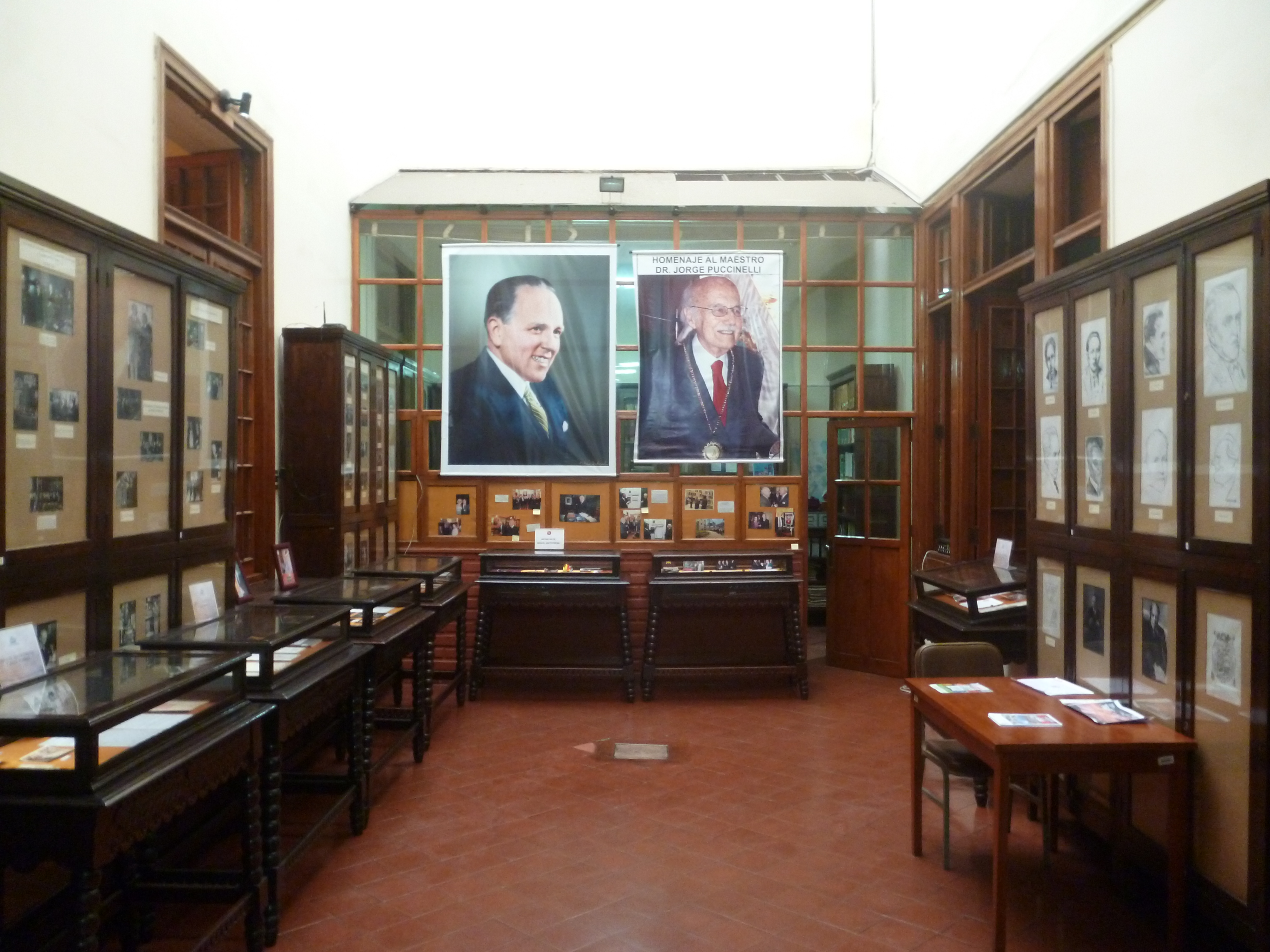
Vista general del patio con la imágenes de Porras y Puccinelli al fondo.
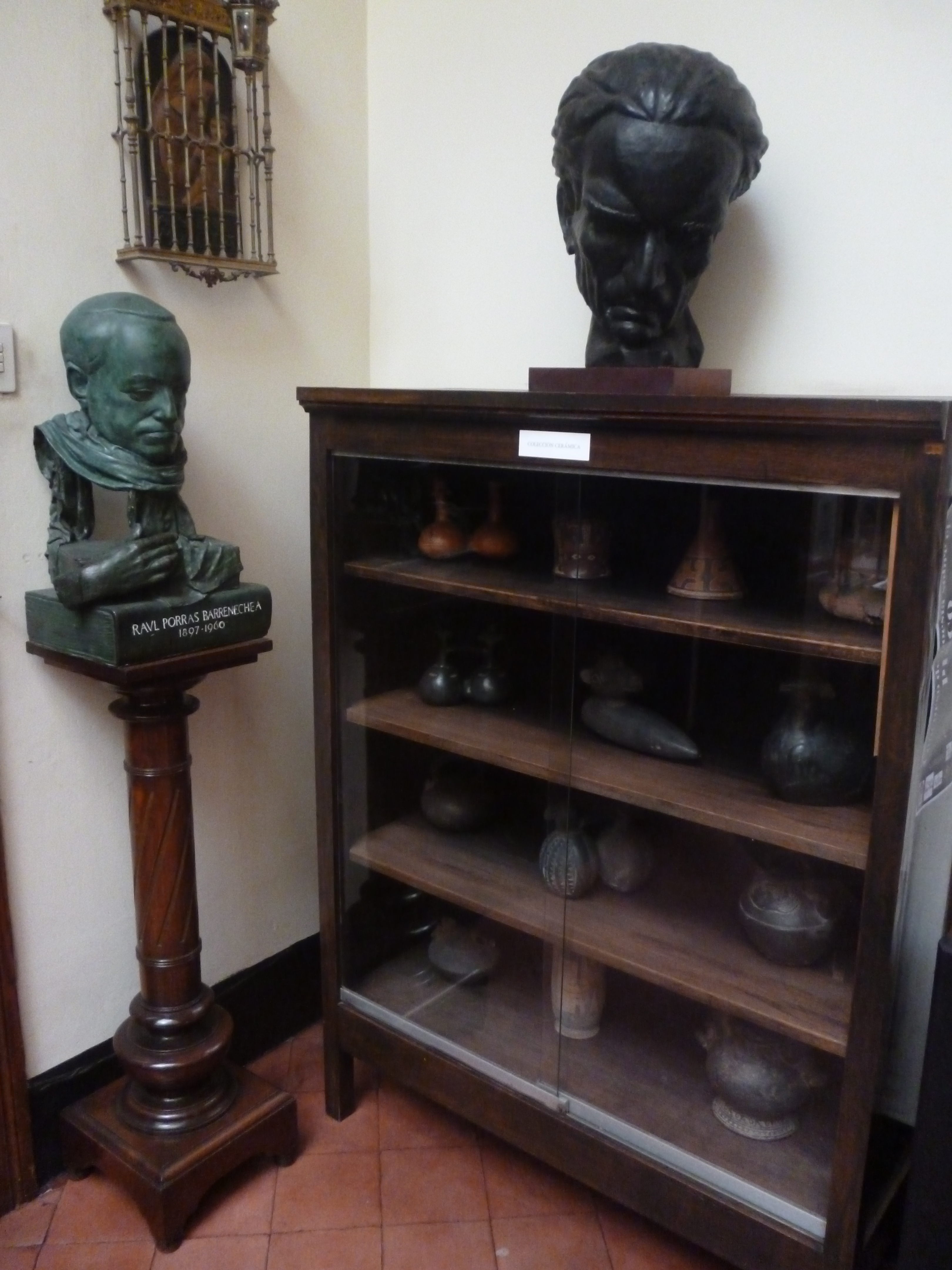
Bustos de Vallejo y Porras; cerámicas prehispánicas.
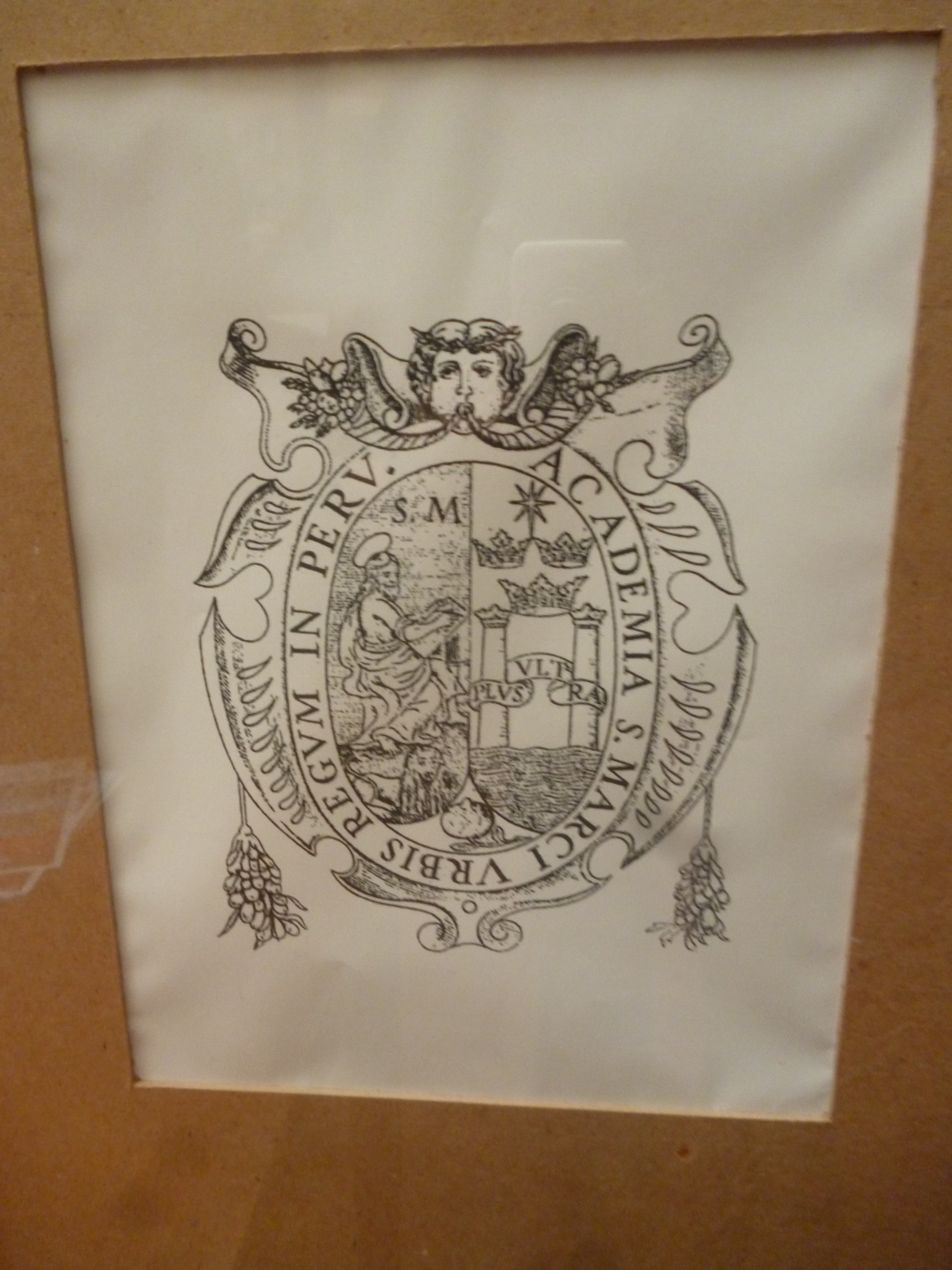
Escudo de la Universidad de San Marcos.
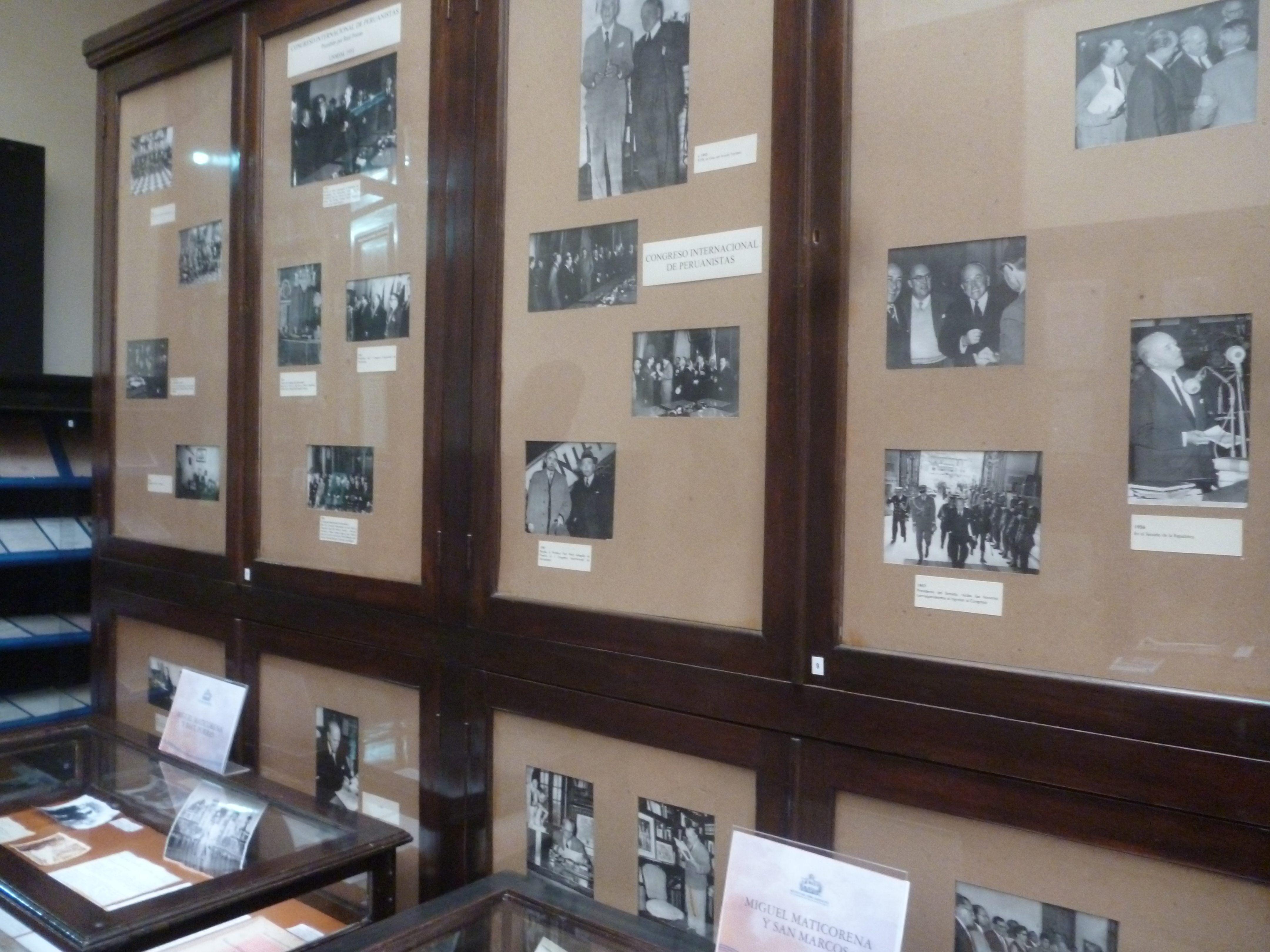
Fotografías de la vida académica, política y diplomática de Porras.
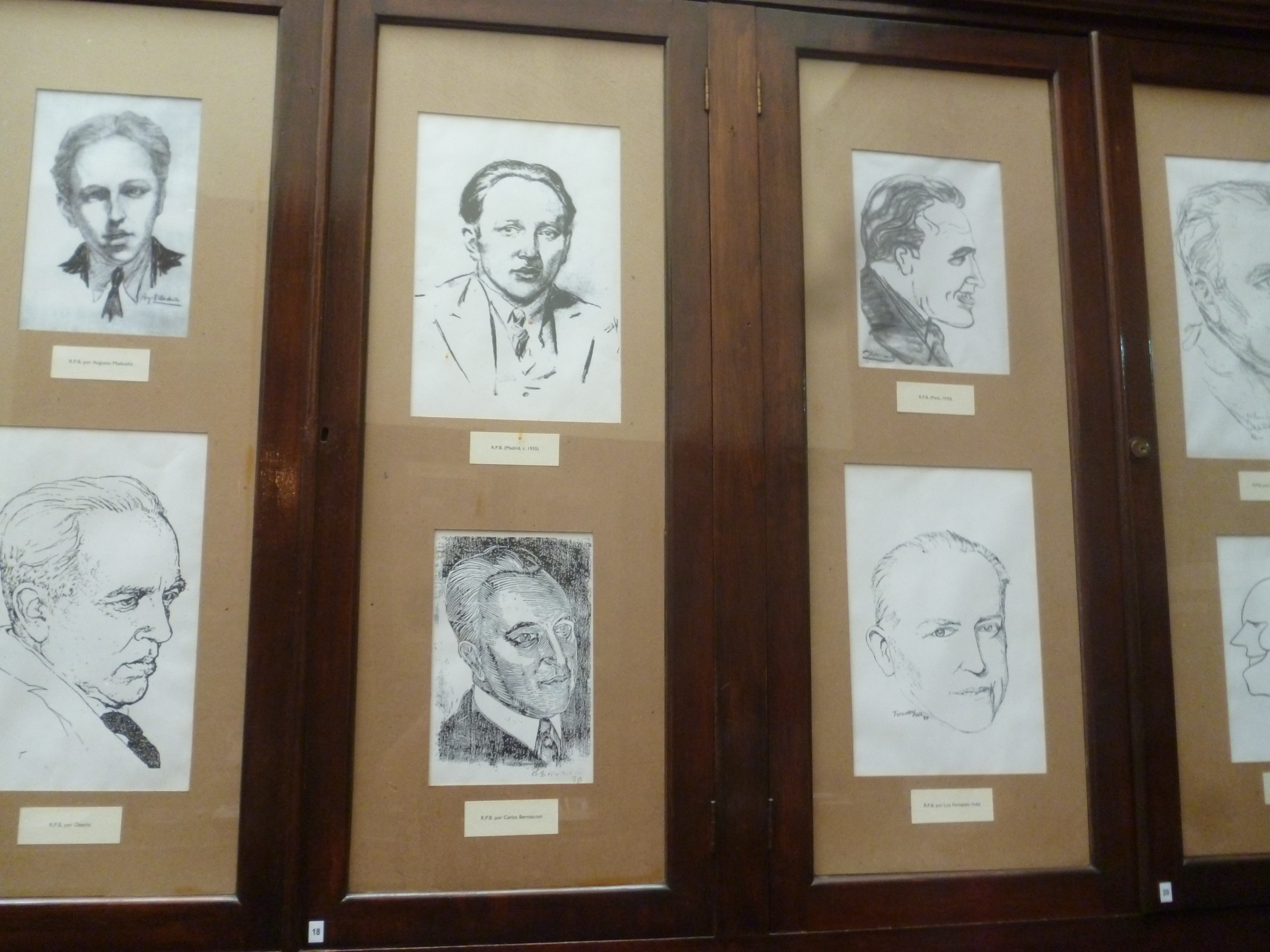
Dibujos y caricaturas de Porras por Esquerriloff, Espinoza Dueñas, entre otros.

- Biblioteca: La actual biblioteca cuenta con diversas colecciones de libros especializadas en las áreas de letras, artes y ciencias sociales. Dentro de la biblioteca se pueden encontrar los retratos y fotografías de varios académicos peruanos, tales como Jorge Basadre, Victor Li Carrillo, José Jiménez Borja, Mario Vargas Llosa, entre muchos otros. Mención especial tiene la fotografía del «Conversatorio universitario» de 1919, imagen que reúne a varios destacados académicos peruanos de la generación del centenario de la independencia del Perú, entre ellos —al centro— a Raúl Porras Barrenechea.[22][23]

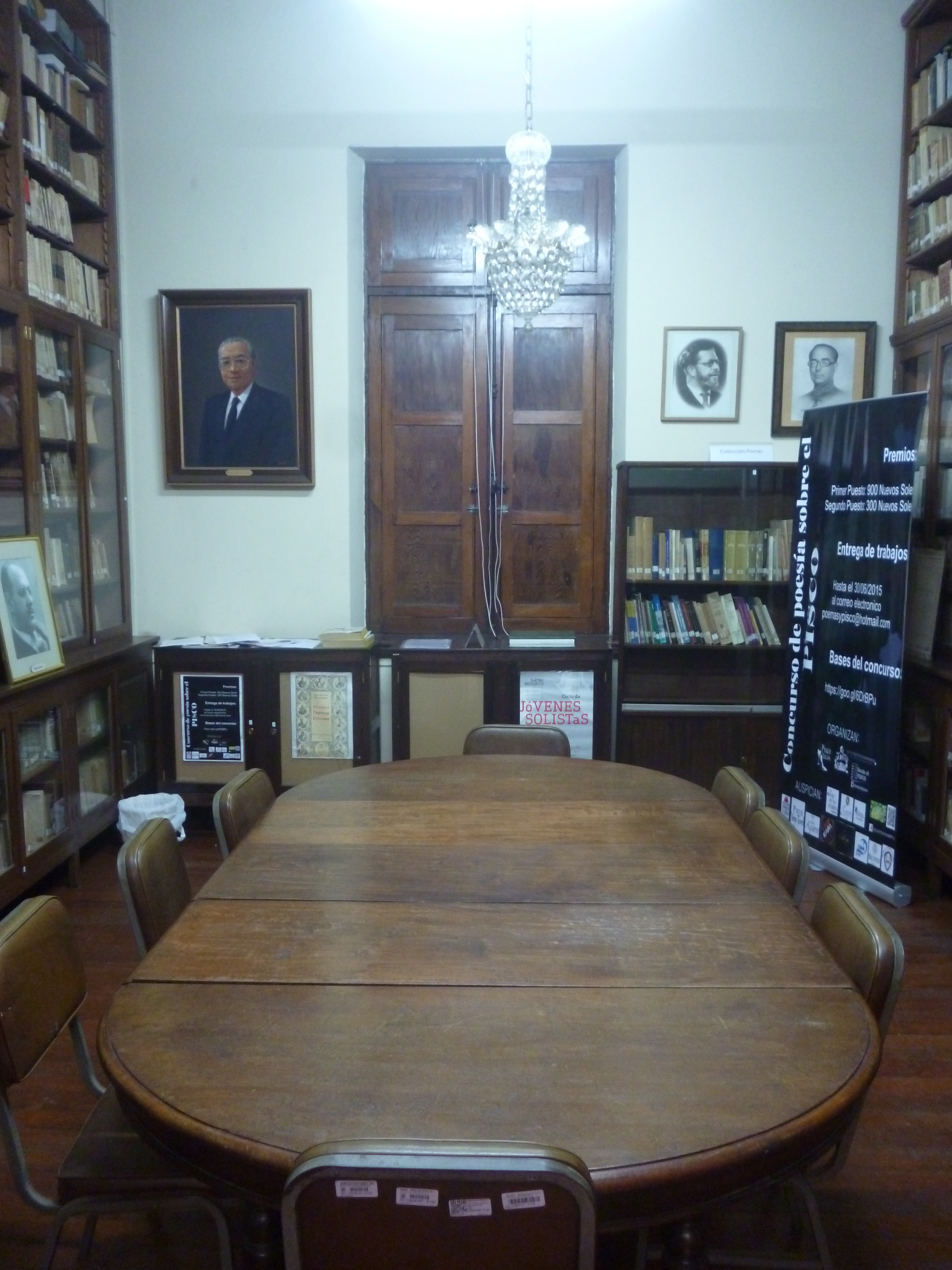
Vista general de la biblioteca.
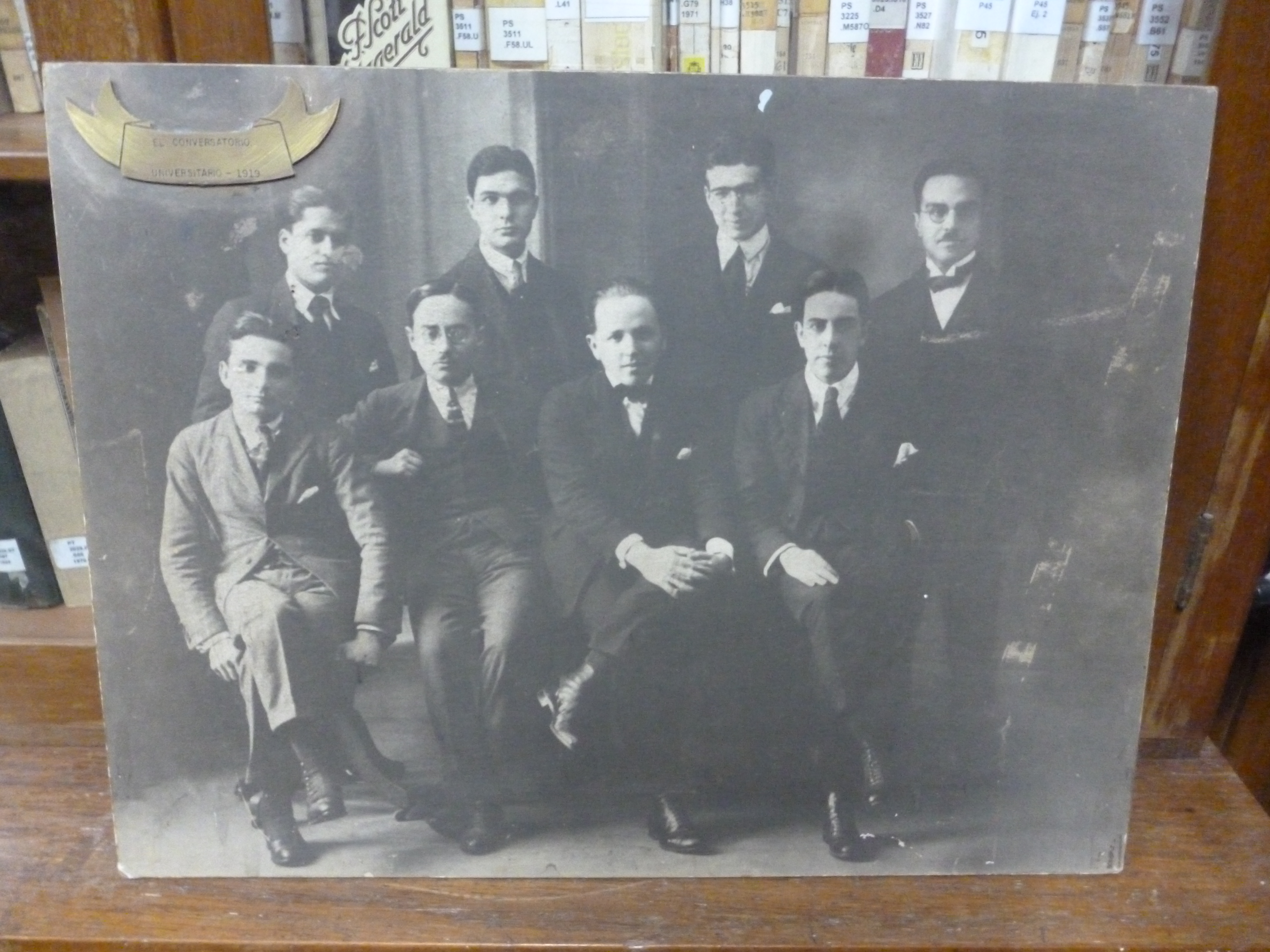
Fotografía del «Conversatorio universitario» de 1919.
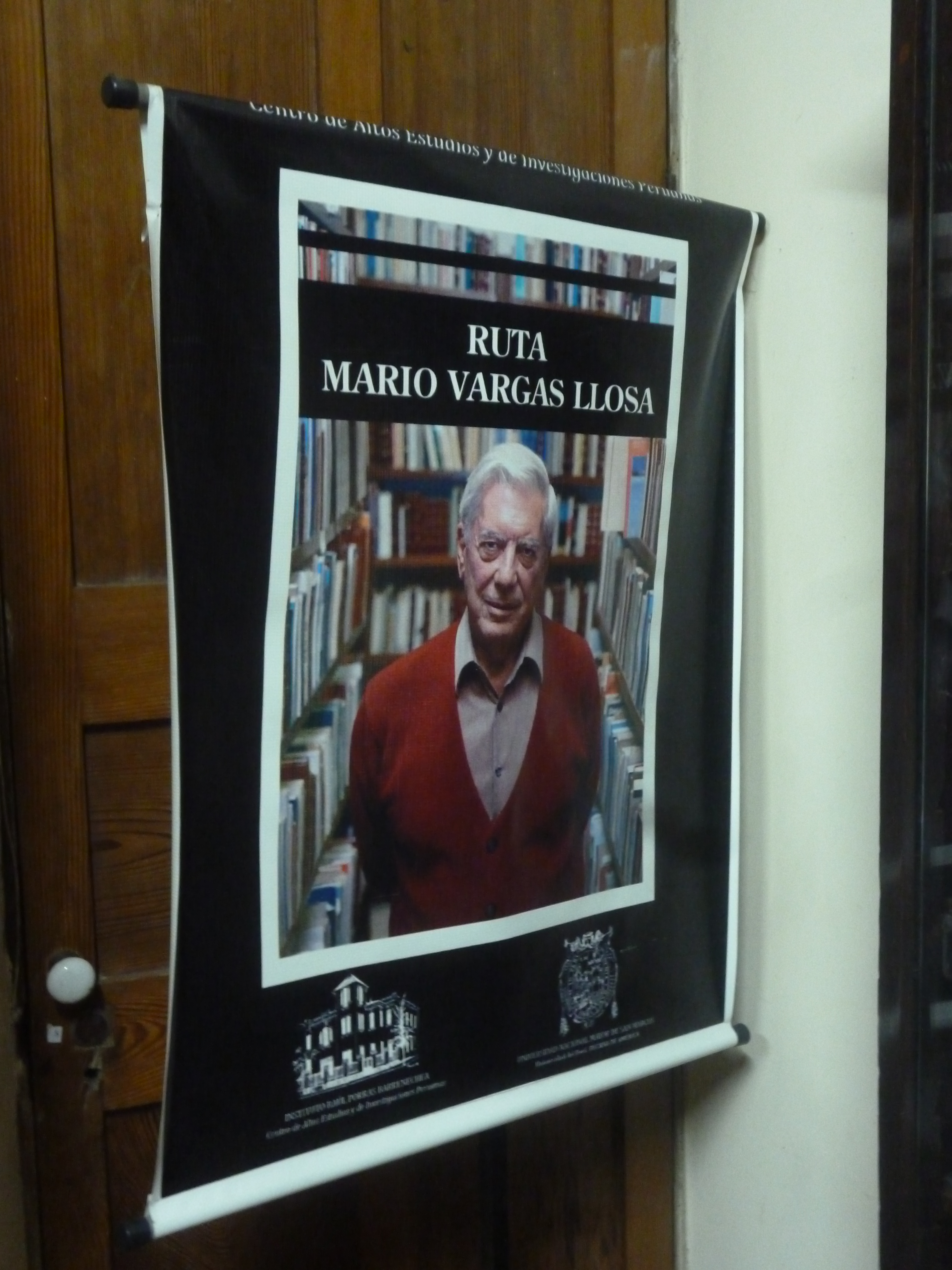
Afiche de la Ruta «Mario Vargas Llosa».
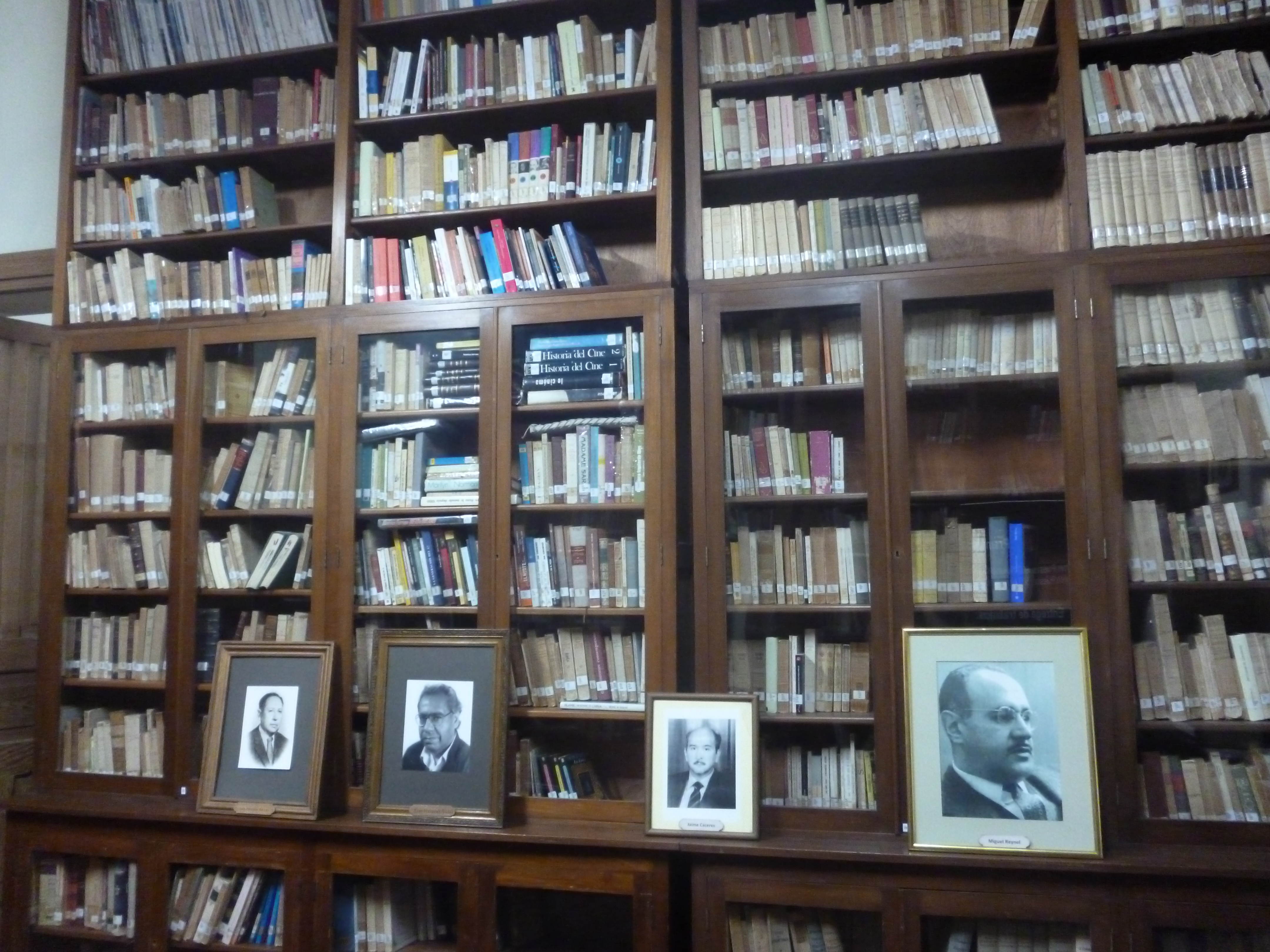
Estantería de libros.
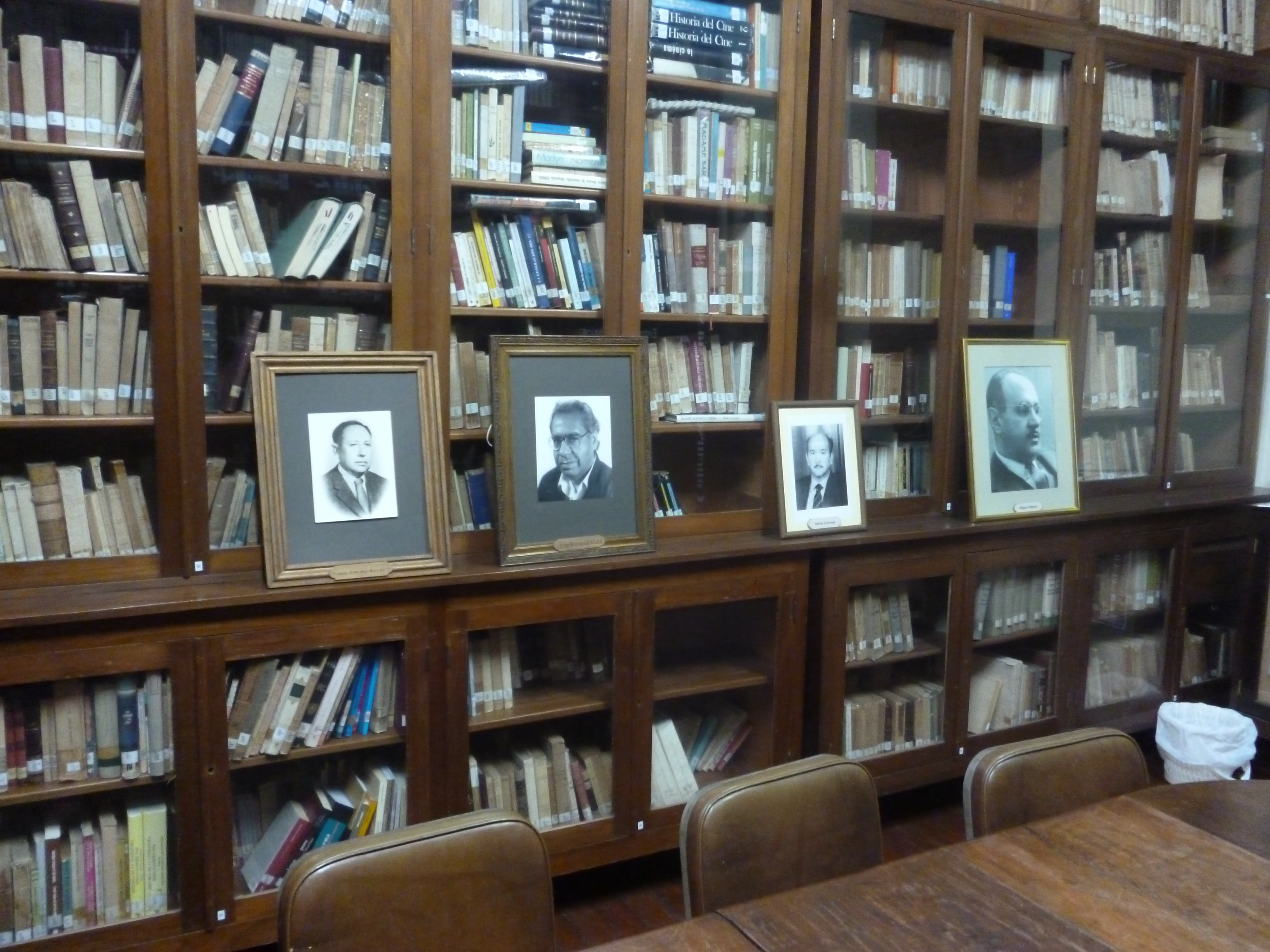
Fotografías de José Jiménez Borja, Fernando Vidal, Jaime Cáceres y Miguel Reynel.

- Auditorio: El auditorio cuenta actualmente con capacidad para aproximadamente 70 personas. Ahí se encuentra un retrato emblemático del maestro Porras Barrenechea, así como del Inca Garcilaso de la Vega. Además se ubica la cátedra desde la cual el maestro daba sus clases y conferencias en el Colegio Antonio Raimondi. En la actualidad, el lugar es usado regularmente para eventos de toda índole: conferencias, simposios, clases, talleres y tertulias.[22]

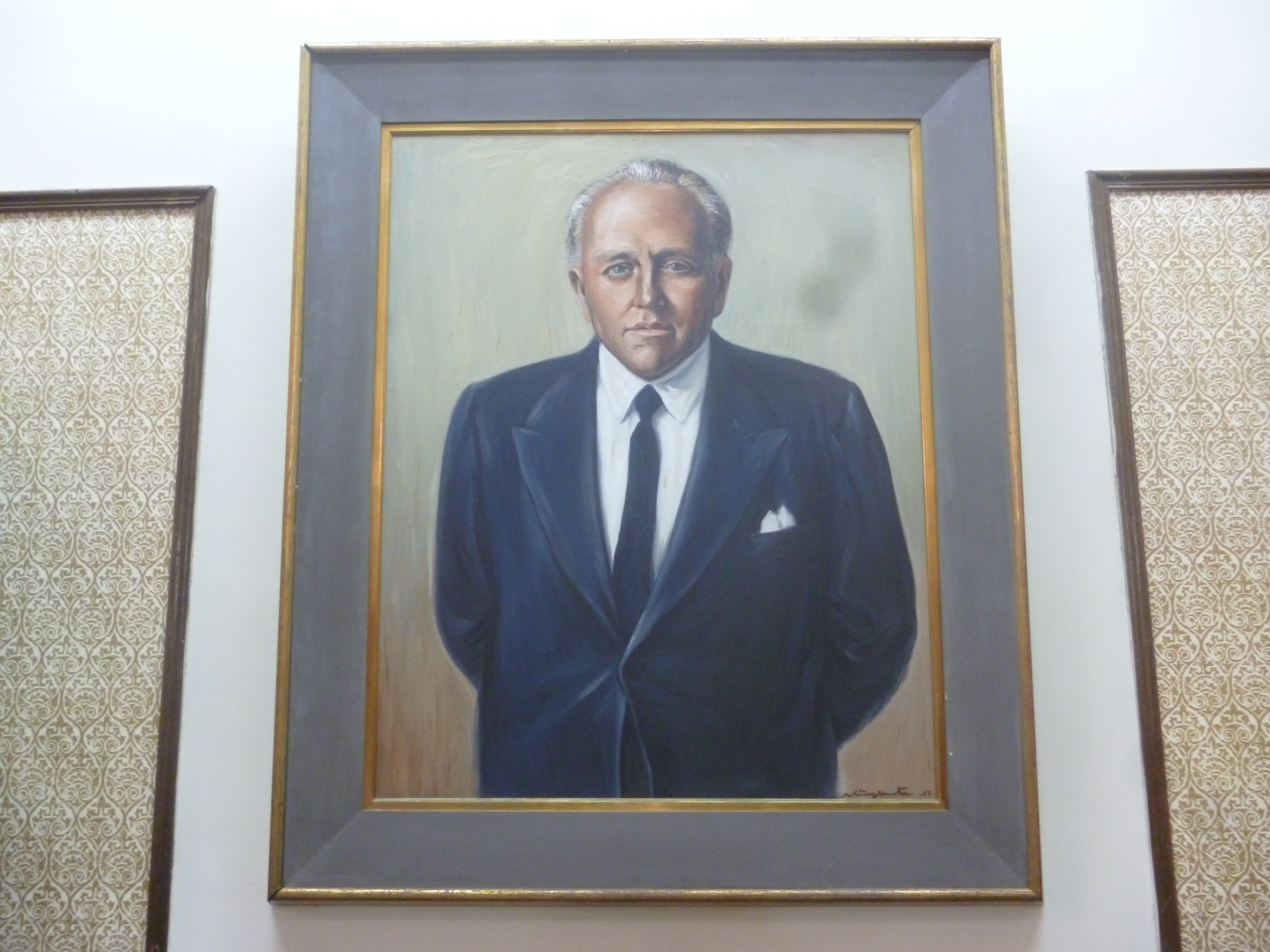
Retrato de Raúl Porras Barrenechea.
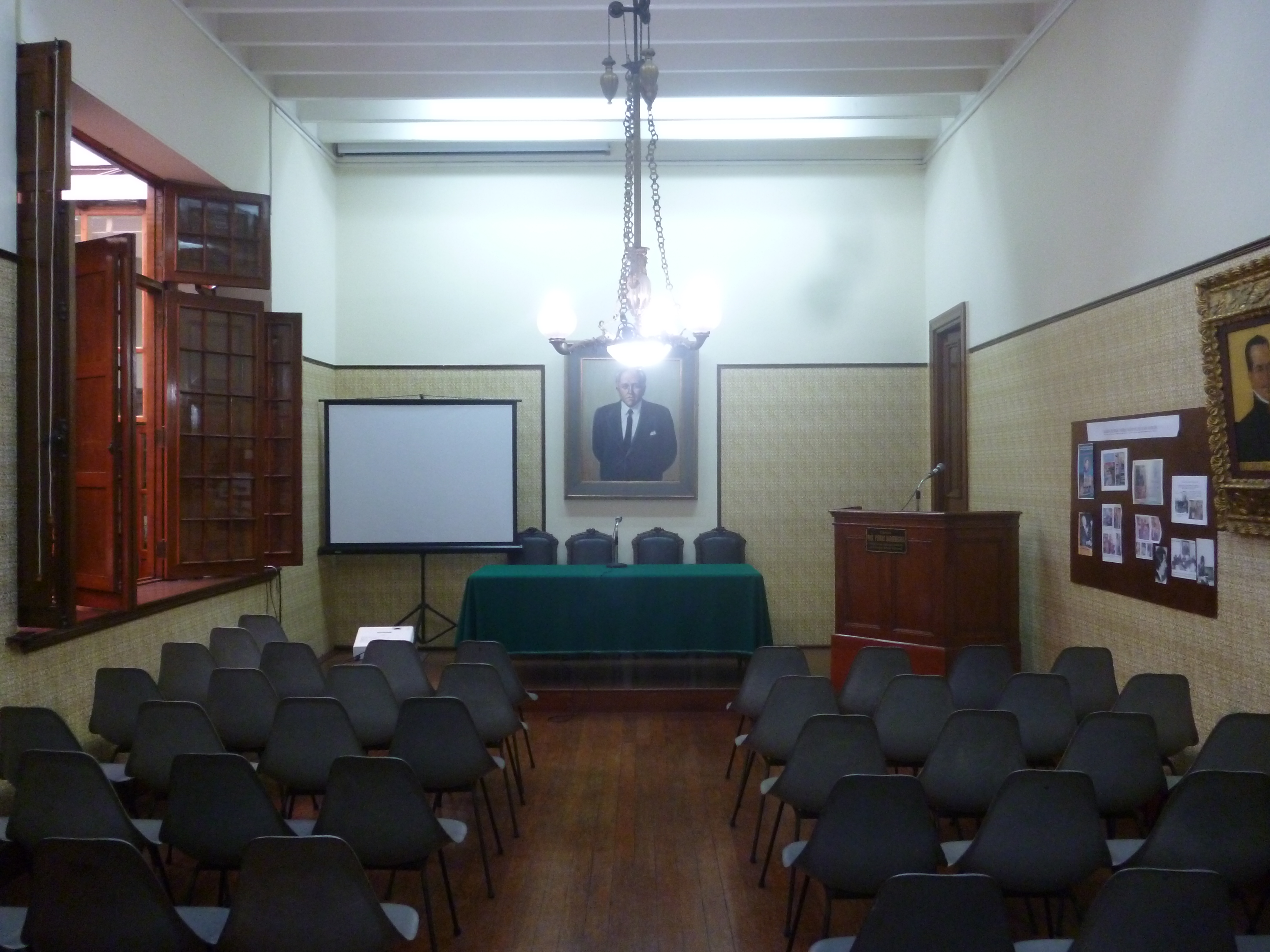
Vista general del auditorio, lugar de conferencias, talleres y tertulias.
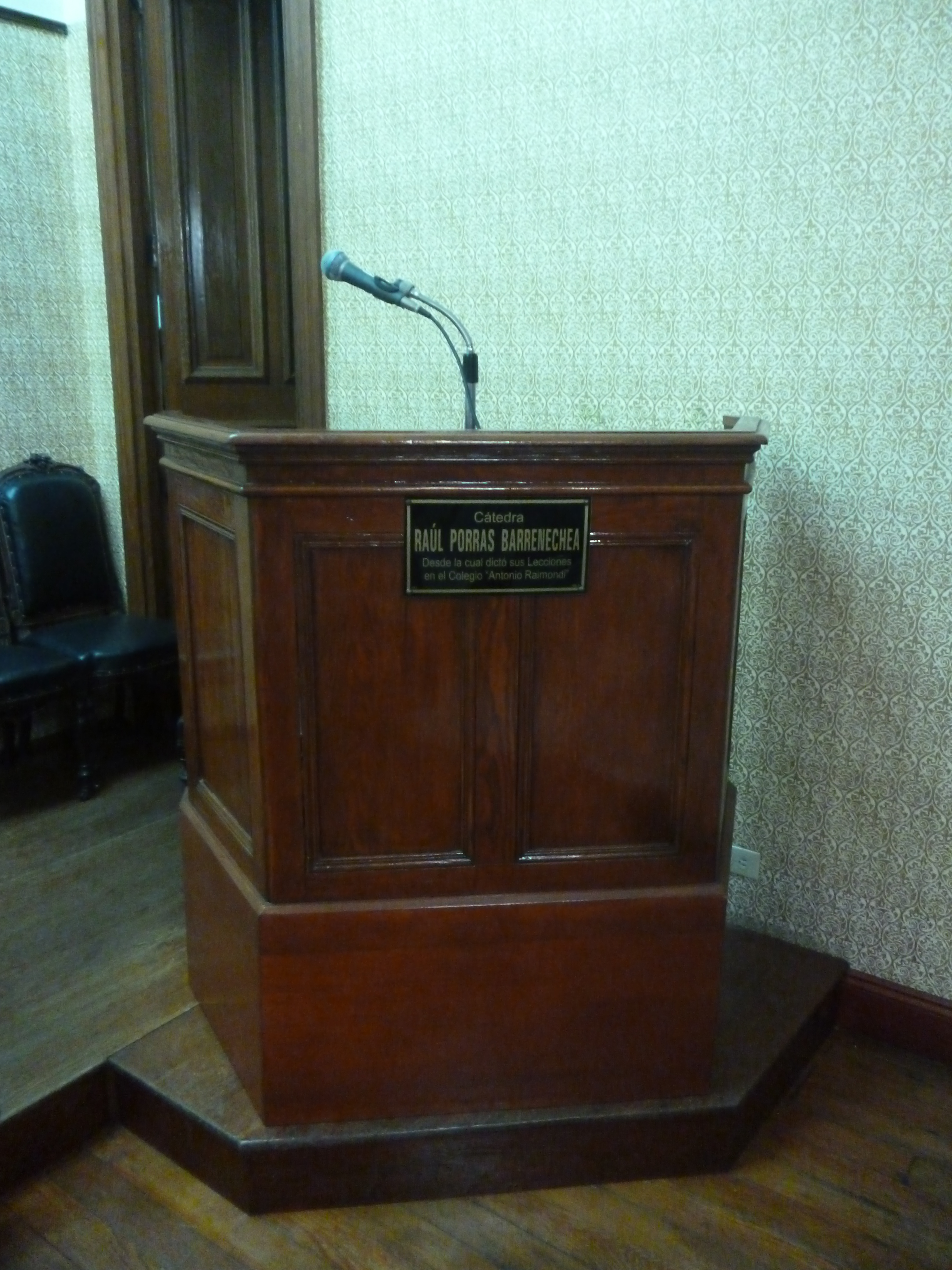
Cátedra usada por Porras en el Raimondi.
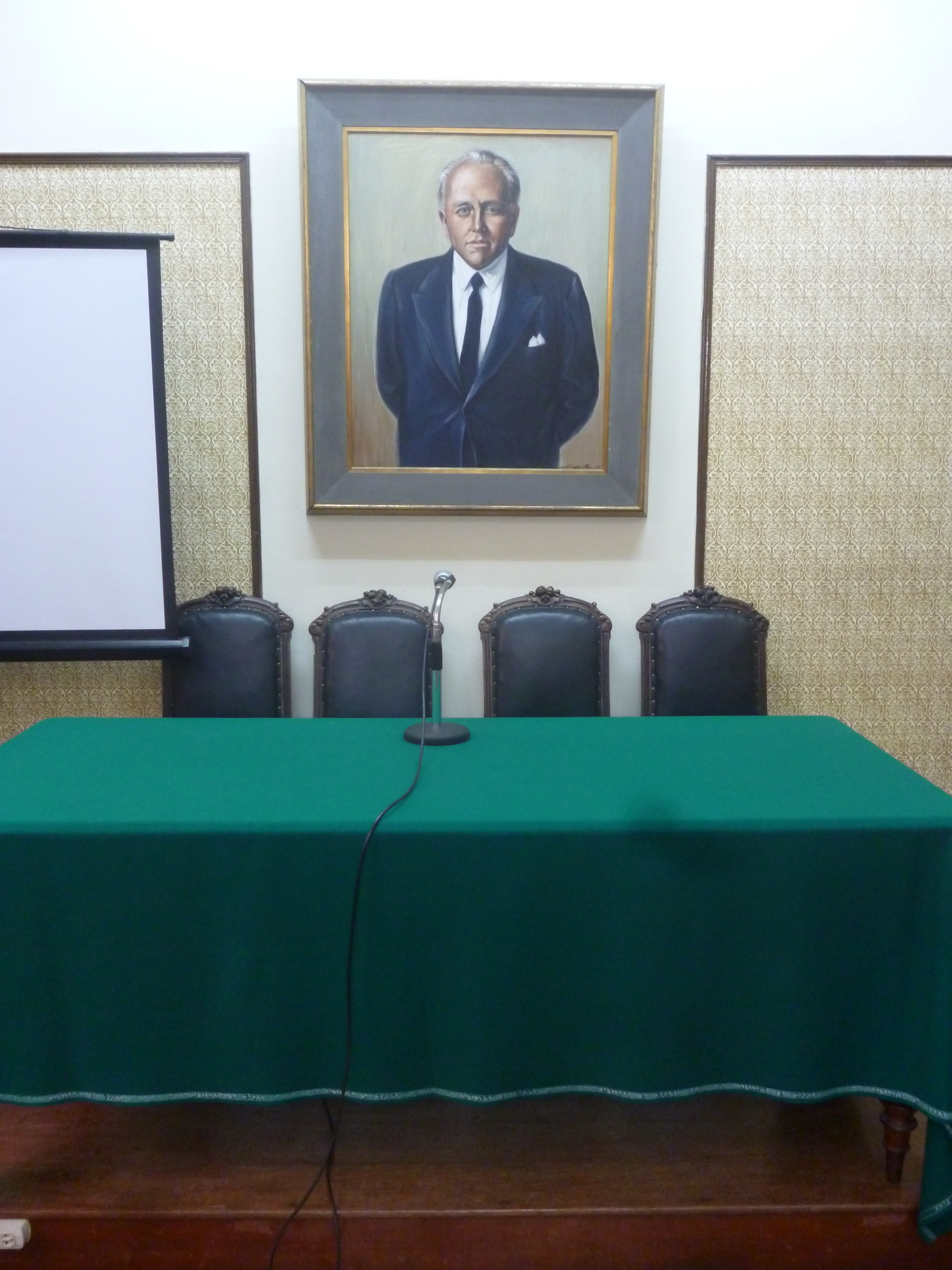
Mesa principal del auditorio.
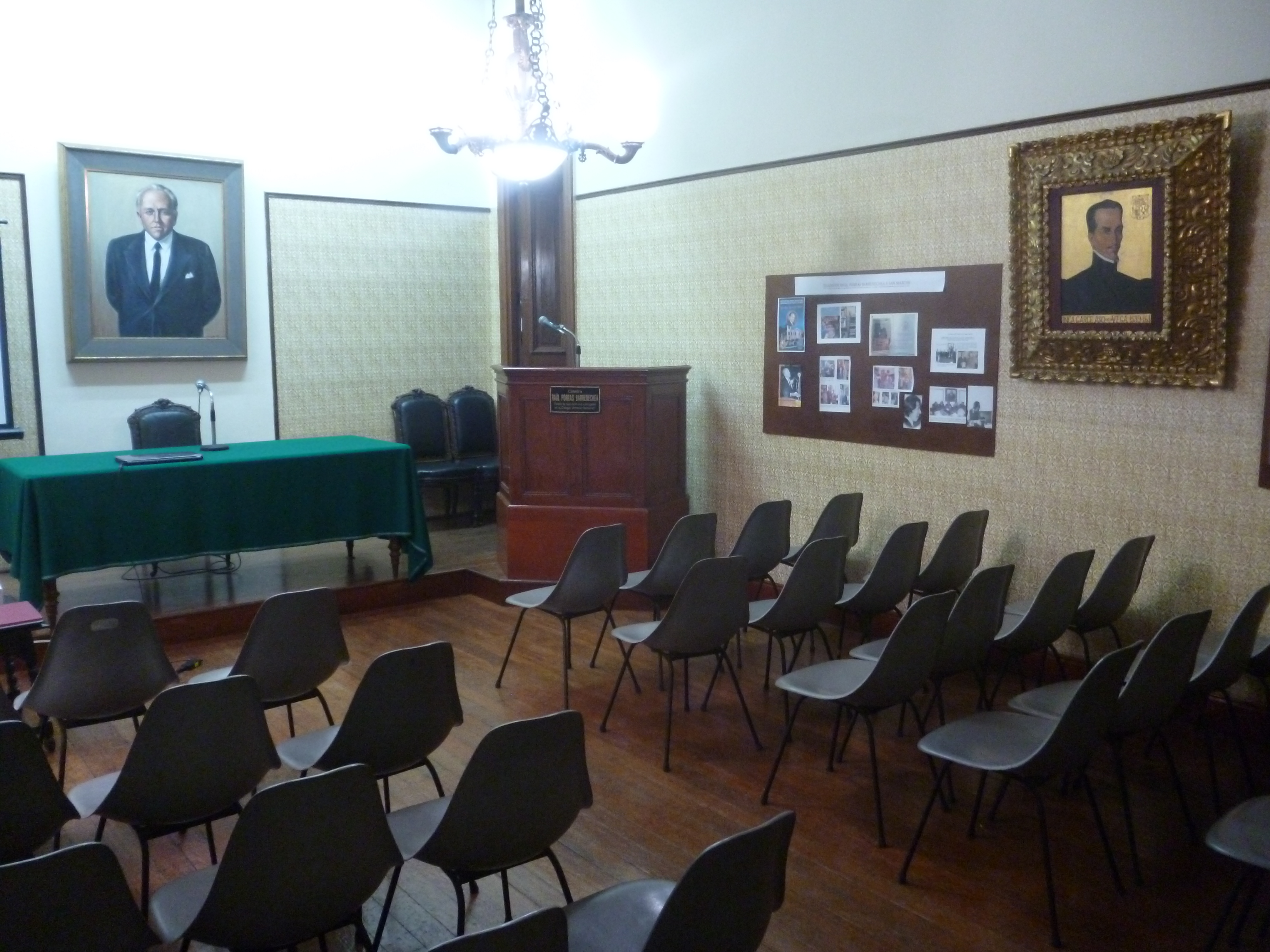
Vista lateral del auditorio.

## Centro de Altos Estudios e Investigaciones

### Biblioteca

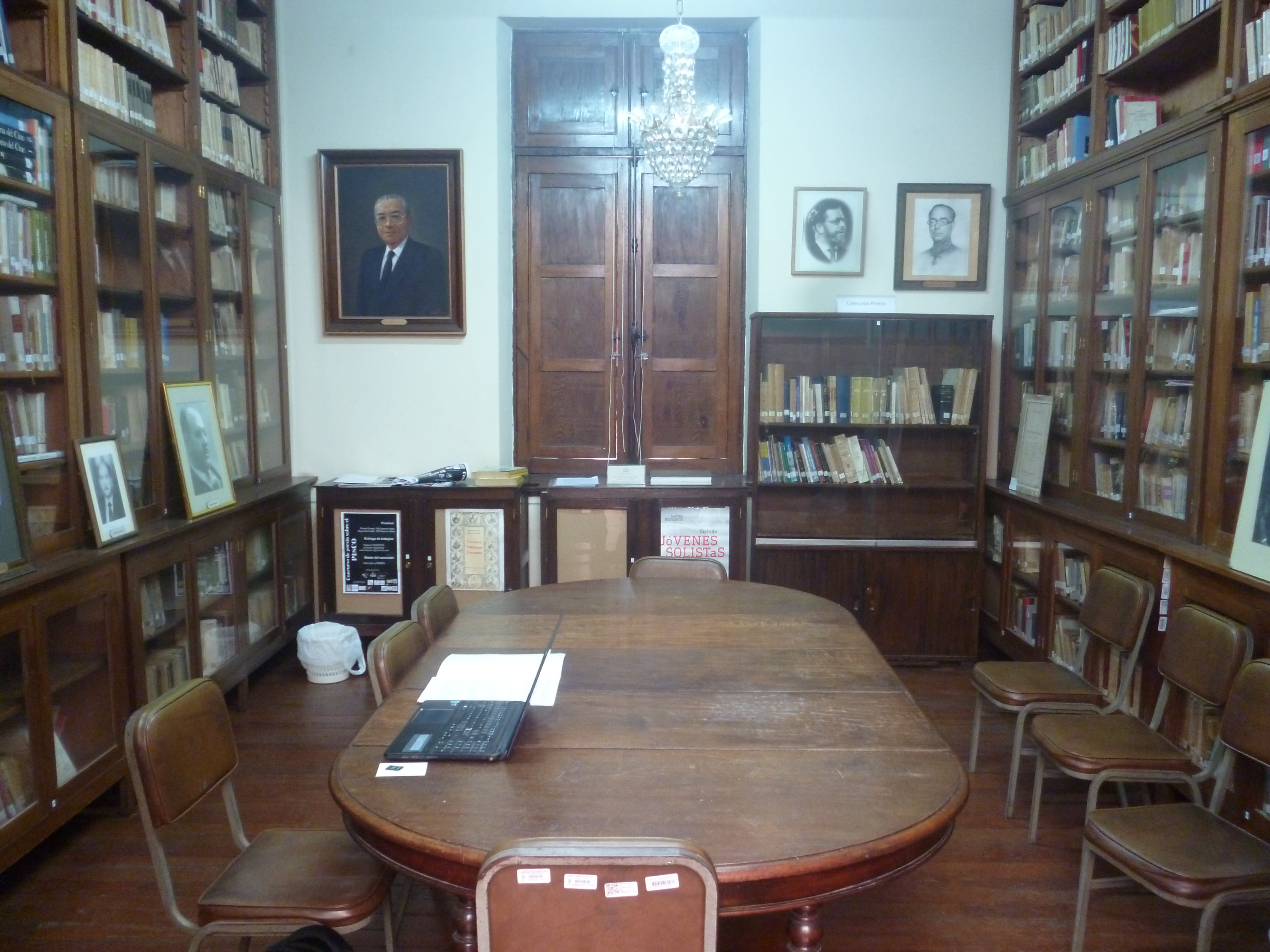
Sala de lectura de la Biblioteca del Instituto Raúl Porras Barrenechea, al lado izquierdo se puede apreciar un retrato de Victor Li Carrillo, académico peruano.

Tras el deceso de Raúl Porras Barrenechea en 1960, sus herederos y albaceas donaron 25 mil volúmenes de su vasta biblioteca a la Biblioteca Nacional de Perú, siguiendo su mandato testamentario. Posterior a la fundación del instituto, gracias a gestiones de la junta directiva, se pudo conformar una nueva biblioteca especializada en ciencias sociales, historia, filosofía, literatura, teatro, cine y arte. Esta nueva colección fue posible gracias al acopio de diversas obras del maestro Porras Barrenechea; así como de generosas donaciones provenientes de catedráticos, alumnos y amigos del maestros, de instituciones culturales y de destacados intelectuales nacionales y extranjeros.
Entre las personas que colaboraron con la formación de la biblioteca se encuentran: José Jiménez Borja, Silvio Júlio da Silva, Víctor Li Carrillo, Ricardo Vegas García, José Gálvez Barrenechea, Luis Paredes Stagnaro, Jaime Cáceres, Edgardo Rivera Martínez, Francisco Bendezú, Carlos Germán Belli, Hernando Cortés, Fernán Altuve-Febres Lores, Miguel Reynel Santillana, entre otros. 
Así como a las instituciones: Fondo de Cultura Económica, el Instituto Lingüístico, la Sociedad Peruana de Filosofía, el Congreso de la República del Perú, entre otras.
La biblioteca posee un importante número de joyas bibliográficas, algunas de las cuales son por ejemplo: las primeras ediciones de Historia de Mayta (1984) y de La guerra del fin del mundo (1981) de Mario Vargas Llosa, y de Canción y muerte de Rolando de Jorge Eduardo Eielson; así como también las obras que datan de los siglos XVIII y XIX, tales como la traducción al francés: Œuvres historiques (1860) del escritor alemán Friedrich Schiller, entre muchas otras que no puede ubicarse en el país ni en la Biblioteca Nacional. En la actualidad, la biblioteca especializada del instituto cuenta con alrededor de 50 mil libros y más de 10 mil revistas. En relación con su hemeroteca, cuenta con algunos títulos que sobrepasan los 100 años de antigüedad, como en el caso de las revistas: Variedades, Actualidades, Amauta y El Ateneo. Tanto la biblioteca como la hemeroteca prestan servicio a investigadores, profesores, estudiantes y público en general.
- Colecciones

- Libros: 50 000 volúmenes.
- Revistas: 10 000 ejemplares.

- Servicios

- Atención personalizada.
- Sala de lectura.
- Servicio de referencia.
- Servicio de hemeroteca.

### Publicaciones

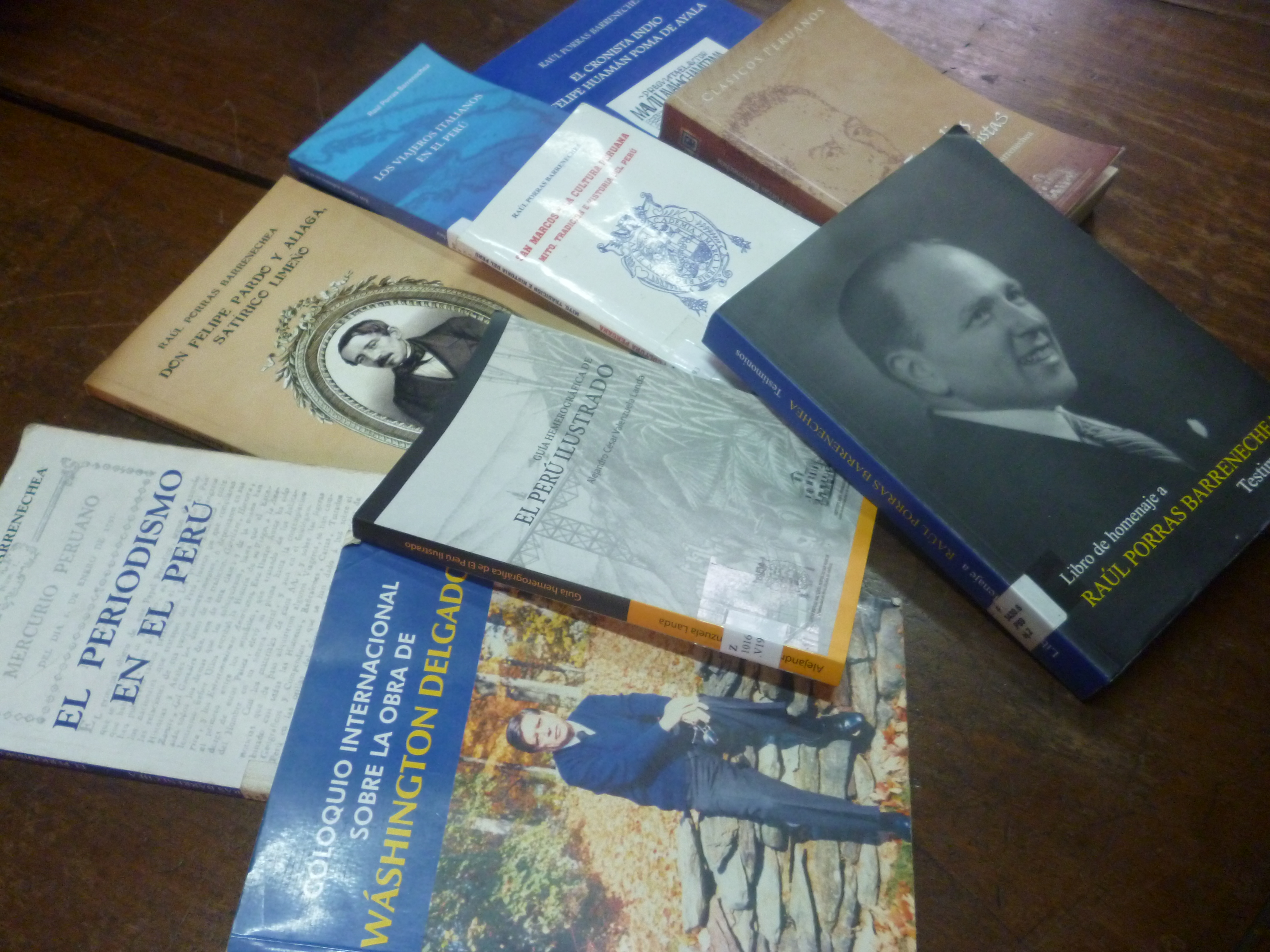
Algunas publicaciones recientes del instituto.

El Instituto Raúl Porras Barrenechea realiza regularmente publicaciones concernientes a la vida y obra de Porras Barrenechea, reediciones de clásicos peruanos, así como relacionados con las humanidades e historia del Perú. Entre sus más importantes publicaciones realizadas en sus primeros 50 años se encuentran:
- Hooper López, René (1963). Raúl Porras. Lima, Perú: Ediciones IRPB y Editorial Universitaria (UDELI).
- Porras Barrenechea, Raúl (1963). Fuentes Históricas Peruanas: Apuntes de un curso universitario. Lima, Perú: Ediciones IRPB.
- Porras Barrenechea, Raúl (1965). Pequeña Antología de Lima. El río, el puente y la alameda. Lima, Perú: Ediciones IRPB.
- Porras Barrenechea, Raúl (1967). Las relaciones primitivas de la conquista del Perú. Lima, Perú: Ediciones IRPB.
- Basadre, Jorge (1967). Raúl Porras Barrenechea y la historia. Lima, Perú: Ediciones IRPB.
- Porras Barrenechea, Raúl (1969). El sentido tradicional en la literatura peruana. Lima, Perú: Ediciones IRPB
- Porras Barrenechea, Raúl (1969). Mito, tradición e Historia del Perú. Lima, Perú: Ediciones IRPB
- Porras Barrenechea, Raúl (1969). Un viajero y precursor romántico cuzqueño: Don José Manuel Valdez y Palacios. Lima, Perú: Ediciones IRPB.
- Sologuren, Javier (1969). Tres poetas, tres obras: Belli, Delgado, Salazar Bondy. Lima, Perú: Ediciones IRPB.
- Porras Barrenechea, Raúl (1970). El periodismo en el Perú. Lima, Perú: Ediciones IRPB.
- Porras Barrenechea, Raúl (1970). Una relación inédita de la conquista: La Crónica de Diego de Trujillo. Lima, Perú: Ediciones IRPB.
- Porras Barrenechea, Raúl (1970). Andrés Avelino Aramburu. Lima, Perú: Ediciones IRPB.
- Miguel Martínez, Gustavo (1973). Jauja: Bibliografías Regionales Peruanas. Lima, Perú: Fondo Editorial de la UNMSM y Ediciones IRPB.
- Valenzuela, Alejandro (1974). Hemerografía de la literatura peruana, 1: Guía hemerográfica de «El Perú Ilustrado». Lima, Perú: Ediciones IRPB.
- Prado Chirinos, Jorge (1974). Hemerografía de la literatura peruana, 2: Los primeros cinco años de «El Comercio» (1839-1843). Lima, Perú: Ediciones IRPB.
- Mármol Cornejo, Isabel (1974). Hemerografía de la literatura peruana, 3: Guía hemerográfica de «Las Moradas». Lima, Perú: Ediciones IRPB.
- Hopkins, Eduardo (1974). Hemerografía de la literatura peruana, 4: Diez años de «El Nacional» (1986-1975). Lima, Perú: Ediciones IRPB.
- Mármol Cornejo, Isabel (1974). Hemerografía de la literatura peruana, 5: Guía hemerográfica de «Colonída». Lima, Perú: Ediciones IRPB.
- Castañeda Vielakamen, Esther (1974). Hemerografía de la literatura peruana, 6: Guía hemerográfica de «Cuadernos semestrales de Cuento». Lima, Perú: Ediciones IRPB.
- Mármol Cornejo, Isabel (1974). Hemerografía de la literatura peruana, 7: Guía hemerográfica de «Favorables París Poema». Lima, Perú: Ediciones IRPB.
- Garayar de Lillo, Carlos (1974). Hemerografía de la literatura peruana, 8: Guía hemerográfica de «Amaru». Lima, Perú: Ediciones IRPB.
- Álvarez Brun, Félix (1974). Garcilaso Inca de la Vega: Las casas del Inca en Cuzco y en Montilla. Lima, Perú: Ediciones IRPB.
- Varios autores (1984) Homenaje a Raúl Porras Barrenechea. Lima, Perú: Fondo Editorial de la UNMSM y Ediciones IRPB.
- Hooper López, René (1999). Raúl Porras. Lima, Perú: Ediciones IRPB.
- Porras Barrenechea, Raúl (1999). El legado quechua: indagaciones peruanas. Lima, Perú: Fondo Editorial de la UNMSM y Ediciones IRPB.
- Puccinelli, Jorge; Vidal, Luis Fernando (2000). Epítome cronológico del periodismo peruano (1900-1950). Lima, Perú: Ediciones IRPB.
- Varios autores (2007) Coloquio Internacional sobre la obra de Washington Delgado. Lima, Perú: Ediciones IRPB.
- Porras Barrenechea, Raúl (2008). La culture Française au Pérou: Dicours et écrits. Lima, Perú: Ediciones IRPB.
- Li Carrillo, Víctor (2008). La enseñanza de la filosofía. Lima, Perú: Ediciones IRPB y Fondo Editorial de la UIGV.
- Porras Barrenechea, Raúl (2009). Estudios garcilasistas. Lima, Perú: Ediciones IRPB y Fondo Editorial de la UIGV.
- Varios autores (2009) Libro de Homenaje a Raúl Porras Barrenechea: Testimonios. Lima, Perú: Fondo Editorial de la UNMSM y Ediciones IRPB.
- Porras Barrenechea, Raúl (2010). San Marcos y la cultura peruana: Mito, tradición e historia del Perú. Lima: Fondo Editorial de la UNMSM y Ediciones IRPB.
- Porras Barrenechea, Raúl (2010). El periodismo en el Perú. Lima, Perú: Ediciones IRPB.
- Puccinelli, Jorge (2011). Antología de Raúl Porras. Lima, Perú: Ediciones IRPB.
- Porras Barrenechea, Raúl (2011). Historia de los límites del Perú. Lima, Perú: Fundación Manuel Bustamante de la Fuente y Ediciones IRPB.
- Porras Barrenechea, Raúl (2012). Felipe Huamán Poma de Ayala, el cronista indio. Lima, Perú: Ediciones IRPB.
- Porras Barrenechea, Raúl (2012). Don Felipe Pardo y Aliaga, satírico limeño. Lima, Perú: Ediciones IRPB.
- Porras Barrenechea, Raúl (2012). El paisaje peruano: De Garcilaso a Riva-Agüero. Lima, Perú: Ediciones IRPB.
- Salamanca López, Manuel (2012). El expediente administrativo y los documentos en el Madrid del siglo XVIII: Los oficiales del concejo. Lima, Perú: Ediciones IRPB.
- Valenzuela, Alejandro (2013). Guía hemerográfica de «El Perú Ilustrado». Lima, Perú: Fondo Editorial de la UNMSM y Ediciones IRPB.
- Sartiges, Eugène de; Botmilliau, René de (2013). Dos viajeros franceses en el Perú republicano. Prólogo y notas de Raúl Porras Barrenechea. Traducción de Emilia Romero. Lima, Perú: Ediciones IRPB.
- Porras Barrenechea, Raúl (2013). Los viajeros italianos en el Perú. Lima: Fondo Editorial de la UNMSM y Ediciones IRPB.

## Ruta «Mario Vargas Llosa»

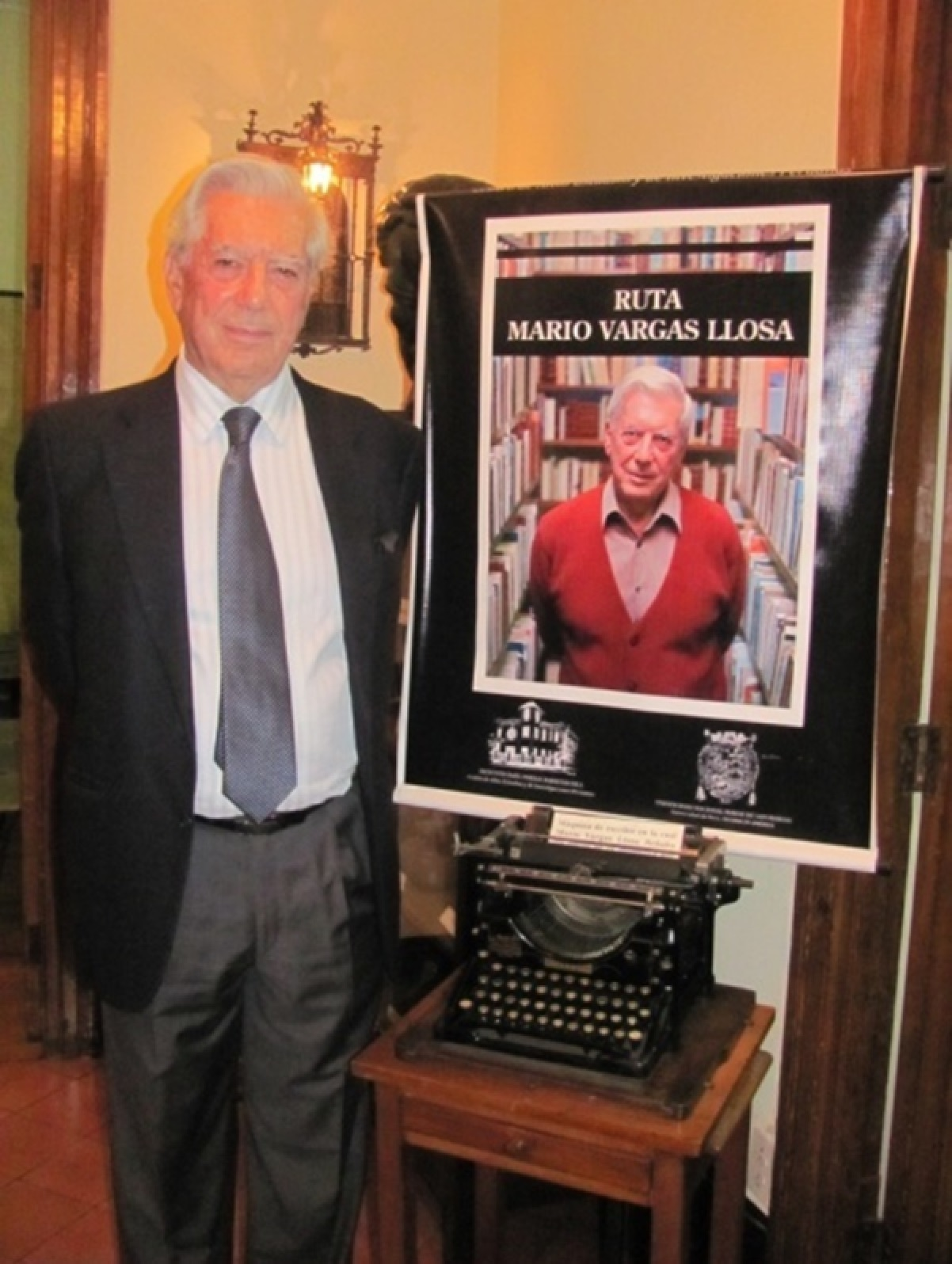
Mario Vargas Llosa junto a la máquina de escribir Underwood que utilizó en la casa de su maestro Raúl Porras Barrenechea.

Posterior a la obtención del Premio Nobel de Literatura de 2010 por parte de Mario Vargas Llosa, uno de las más destacados escritores sanmarquinos y peruanos, la Municipalidad del distrito de Miraflores creó en el 2011 la Ruta literaria «Mario Vargas Llosa», un recorrido peatonal que sigue a las pistas y las conexiones de distintas locaciones del bohemio distrito con la vida y obra del reconocido escritor. En dicho recorrido que incluye varios importantes puntos turísticos de Lima ubicados en Miraflores, el Instituto Raúl Porras Barrenechea tiene un rol importante al ser el punto final del recorrido. En el 2015, la Ruta «Mario Vargas Llosa» resultó ser una de las siete propuestas ganadoras del concurso internacional Walking Visionaires Awards organizado por Walk21Vienna en la categoría Walking and the Arts.
Mario Vargas Llosa ha comentado en varias ocasiones —como en su libro autobiográfico El pez en el agua (2010)— su relación académica con el maestro Porras, expresando siempre su más profundo aprecio y respeto al considerarlo uno de los más brillantes intelectuales y mentores que pudo conocer no solo en el Perú, sino en general en el mundo. Sobre su apreció por el maestro Raúl Porras Barrenechea, Mario Vargas Llosa dijo el día que fue condecorado por su alma mater, la Universidad de San Marcos:

«Pero debo hacer un recuerdo especial de Raúl Porras Barrenechea, con el que, además de ser su alumno en San Marcos, tuve el privilegio de trabajar, en Miraflores, en su casita de la calle Colina, invadida de libros y quijotes, de lunes a viernes, todas las tardes, cerca de cinco años. En España, en Francia, en muchos lugares de la tierra me ha tocado escuchar a sabios expositores, a eminentes maestros... Pero ni ellos, ni ningún otro, fulguran en mi memoria como mi querido maestro sanmarquino, de manos pequeñas, ojos azules y barriguita prominente, que, cuando subía a su pupitre, armado con su panoplia de fichas atiborradas de letras microscópicas, como patitas de araña, y comenzaba a hablar, se convertía en un gigante, en un convocador a cuyo llamado acudían, prestos, luminosos, diáfanos, deslumbrantes, los grandes y menudos hechos del pasado peruano.»
Mario Vargas Llosa